# Station Antwerpen-Centraal
Station Antwerpen-Centraal (door de Antwerpenaren ook wel Centraal Station, Middenstatie of Spoorwegkathedraal genoemd, en algemeen ook ingekort tot Antwerpen-Centraal) is het centraal station aan het Koningin Astridplein in Antwerpen. Van 1873 tot begin 2007 was het een kopstation waar alle treinen hun rijrichting moesten keren. Op 23 maart 2007 werd onder een deel van de stad en onder het station een tunnel met twee doorgaande sporen geopend.

## Opening en eerste stationsgebouwen
Het eerste Antwerpse station was het eindpunt van de op 3 juni 1836 geopende spoorlijn Mechelen-Antwerpen. Het heette toen zonder meer station Antwerpen of Anvers. De omgeving van het station was toen nog weinig bebouwd en ook de Spaanse omwalling van de stad was nog intact. Toen het spoor in 1840 via de Rijnpoort werd verlengd tot het station Antwerpen-Dokken en -Stapelplaatsen op de Oude Leeuwenrui begon men de benaming Antwerpen (Borgerhout) te gebruiken om verwarring te vermijden. Het oorspronkelijke stationsgebouw was van hout en werd ter gelegenheid van de opening van de nieuwe internationale verbinding naar Nederland in 1854-1855 vervangen door een nieuw en groter gebouw.
In 1873 werd het station opnieuw een kopstation. De gelijkvloerse doorgaande verbinding naar Nederland kon niet langer gehandhaafd blijven in de groeiende en drukker wordende stad. Voor de verbinding met Nederland en het station Antwerpen-Dokken en -Stapelplaatsen werd aan de oostzijde een verhoogd ringspoor om de stad aangelegd. In 1879 opende men aan dit ringspoor een nieuw goederenstation met de naam Borgerhout en veranderde de benaming van het belangrijkste Antwerpse station naar Antwerpen (Oost) of Anvers (Est). Het beheer van het station gebeurde gezamenlijk met de Grand Central Belge.
Toen in 1905 het nieuwe stationsgebouw feestelijk geopend werd, wijzigde de naam opnieuw naar het huidige Antwerpen-Centraal.

## Architectuur

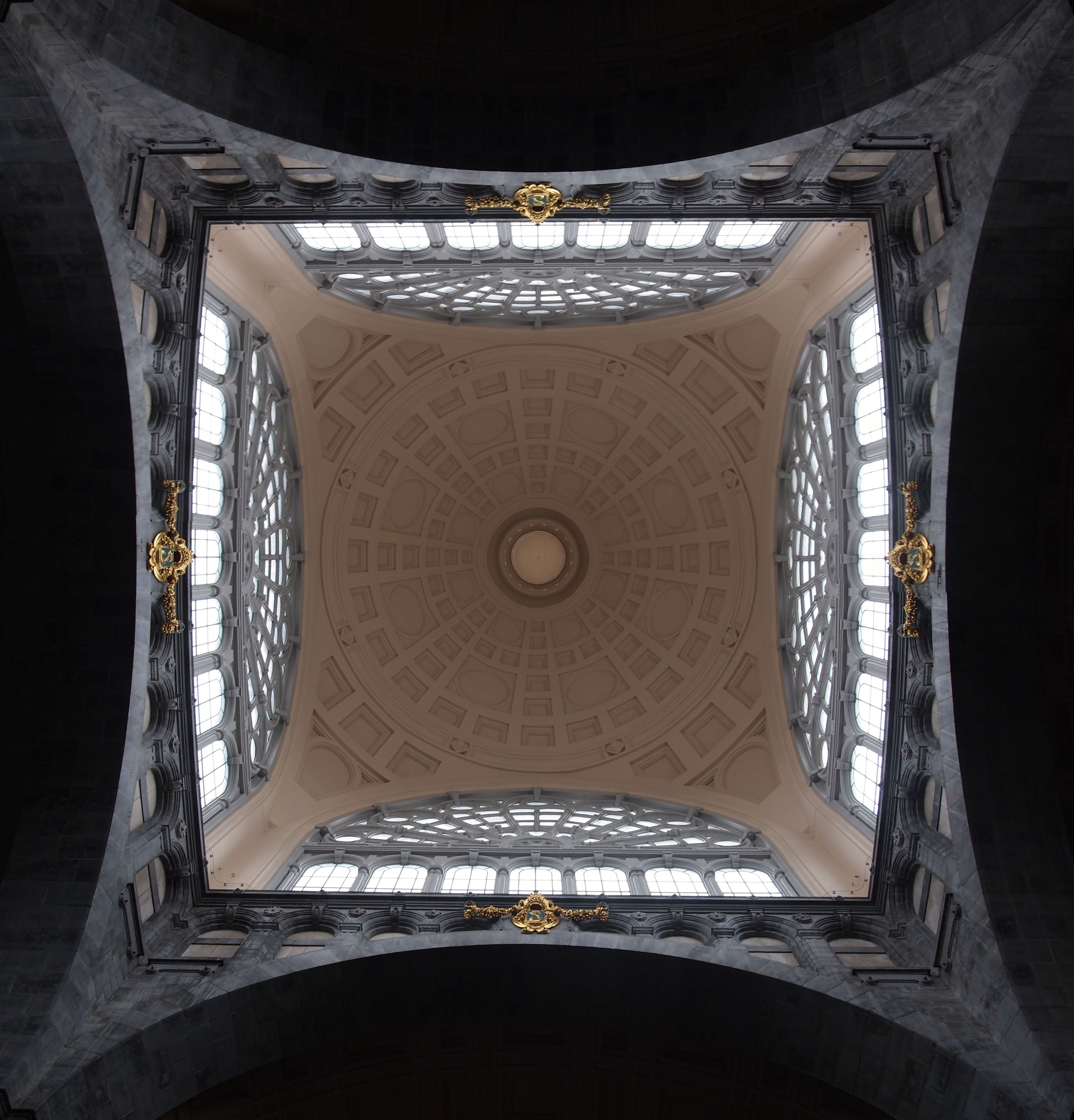
De koepel boven de inkomhal van het station.

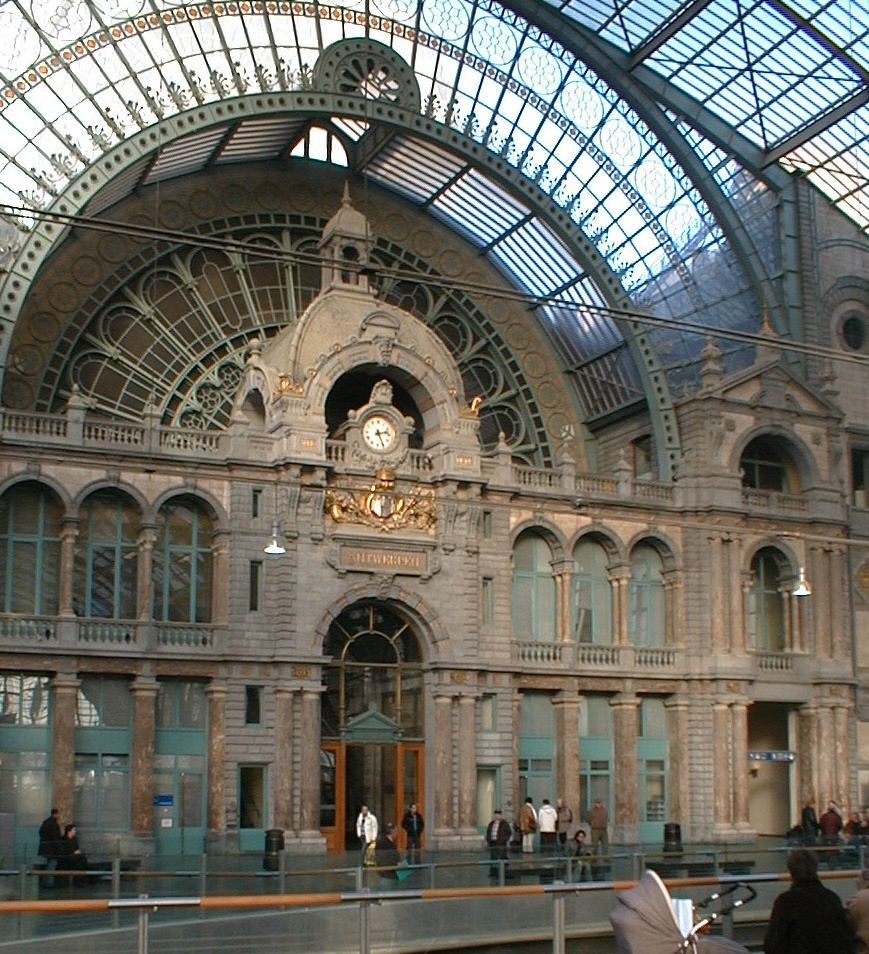
Stationsgebouw vanaf het perron.

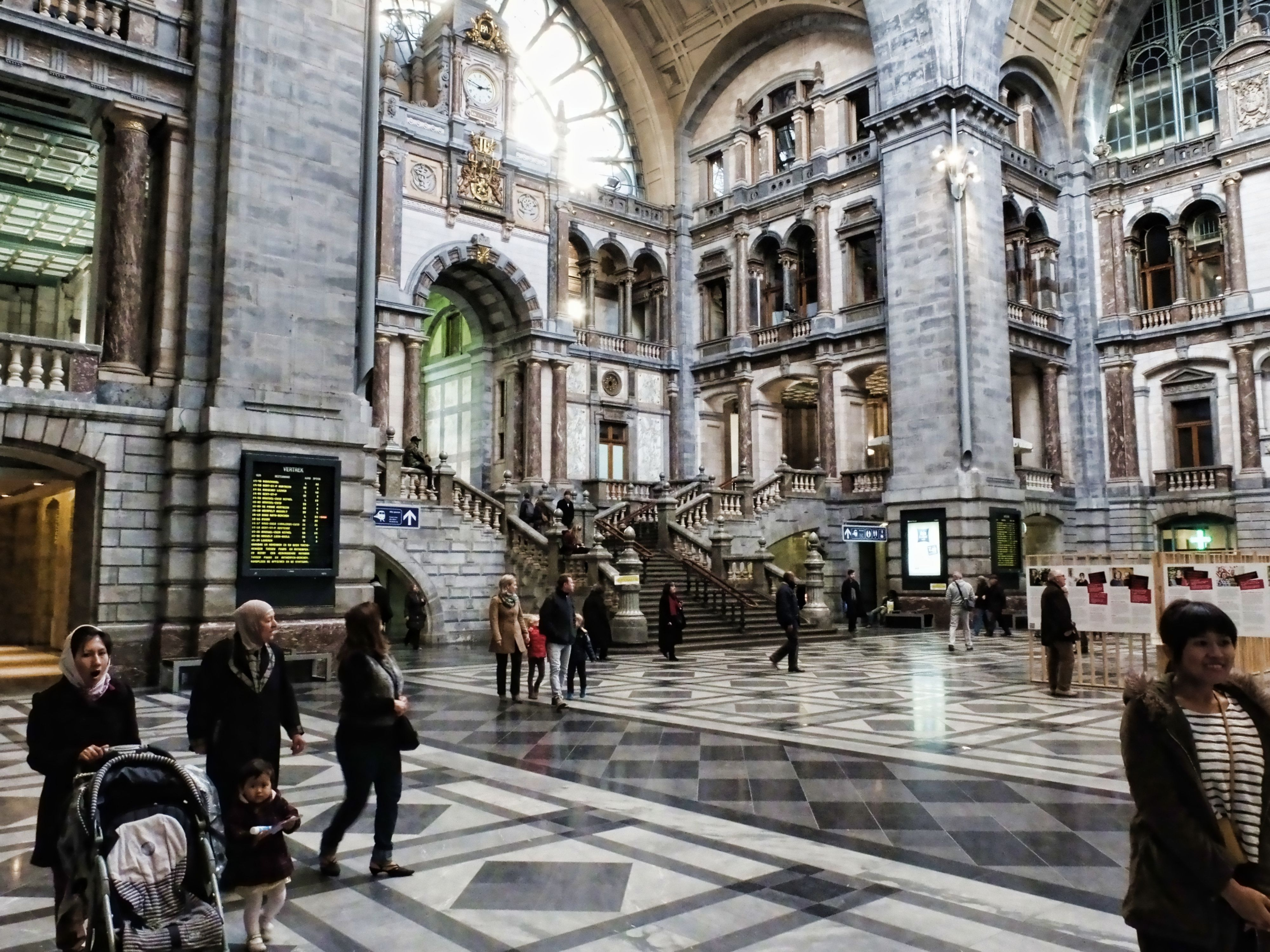
De grote inkomhal.

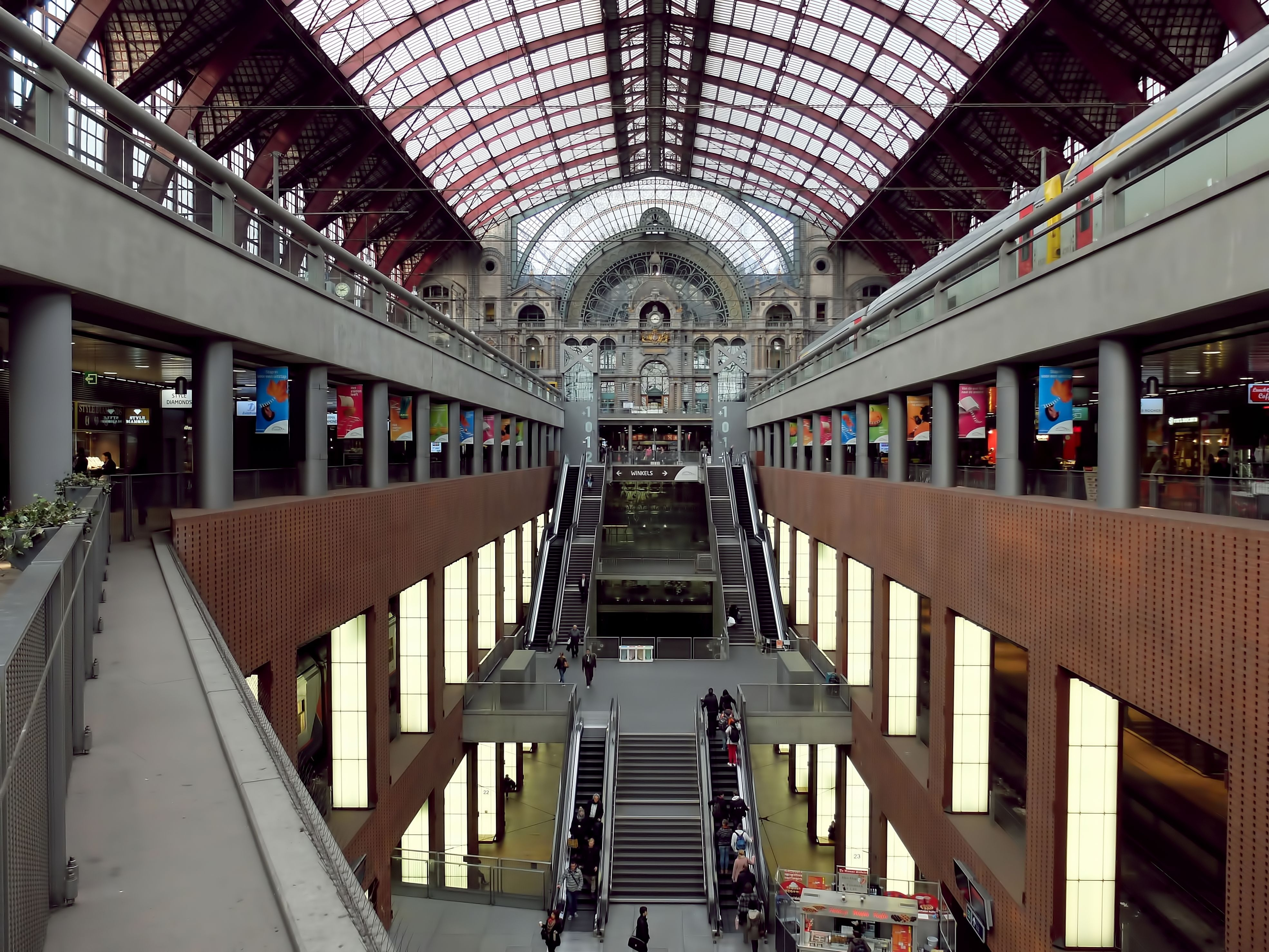
De verschillende niveaus.

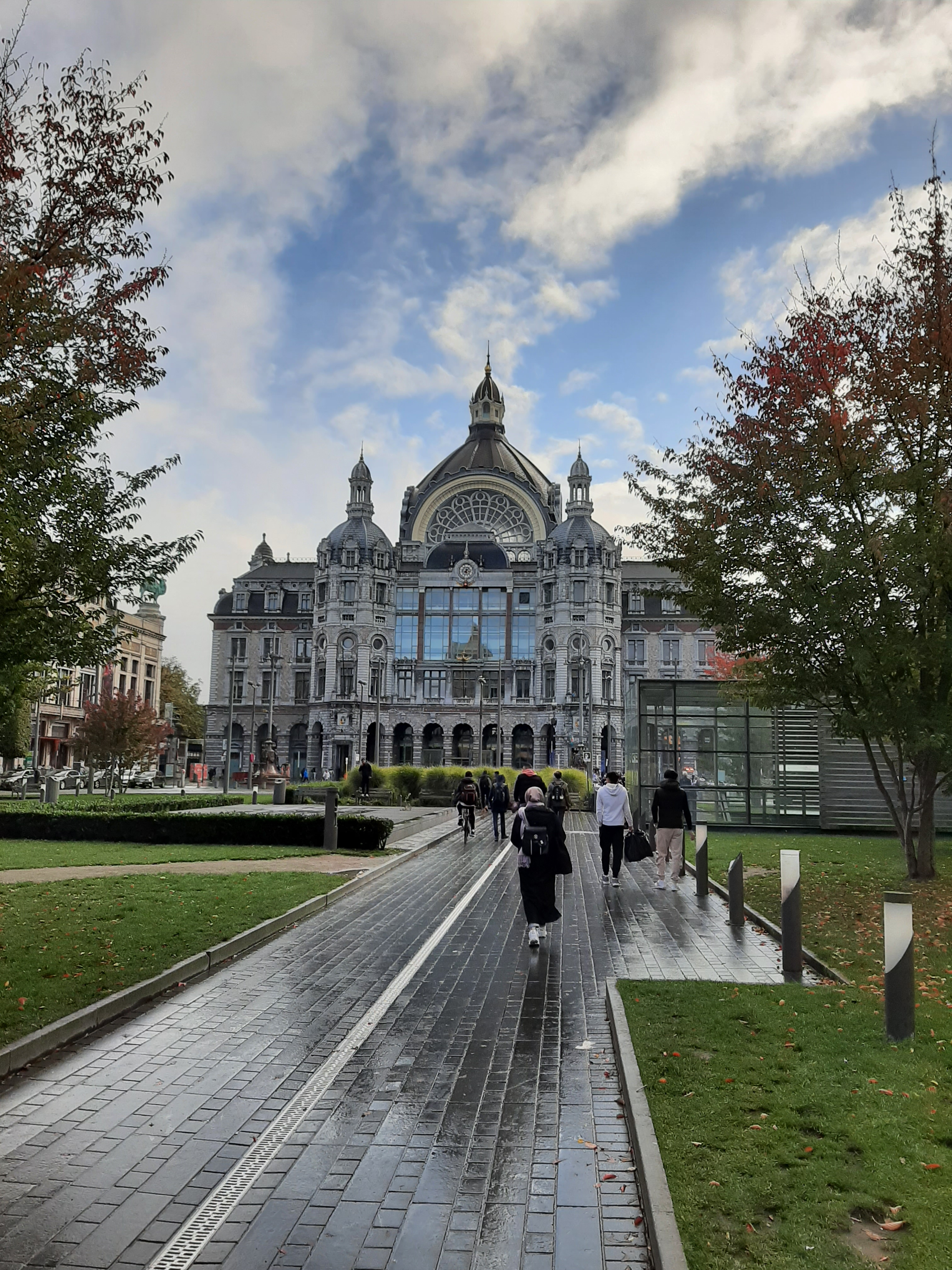
Station Antwerpen, gezien van het Koningin Astridplein

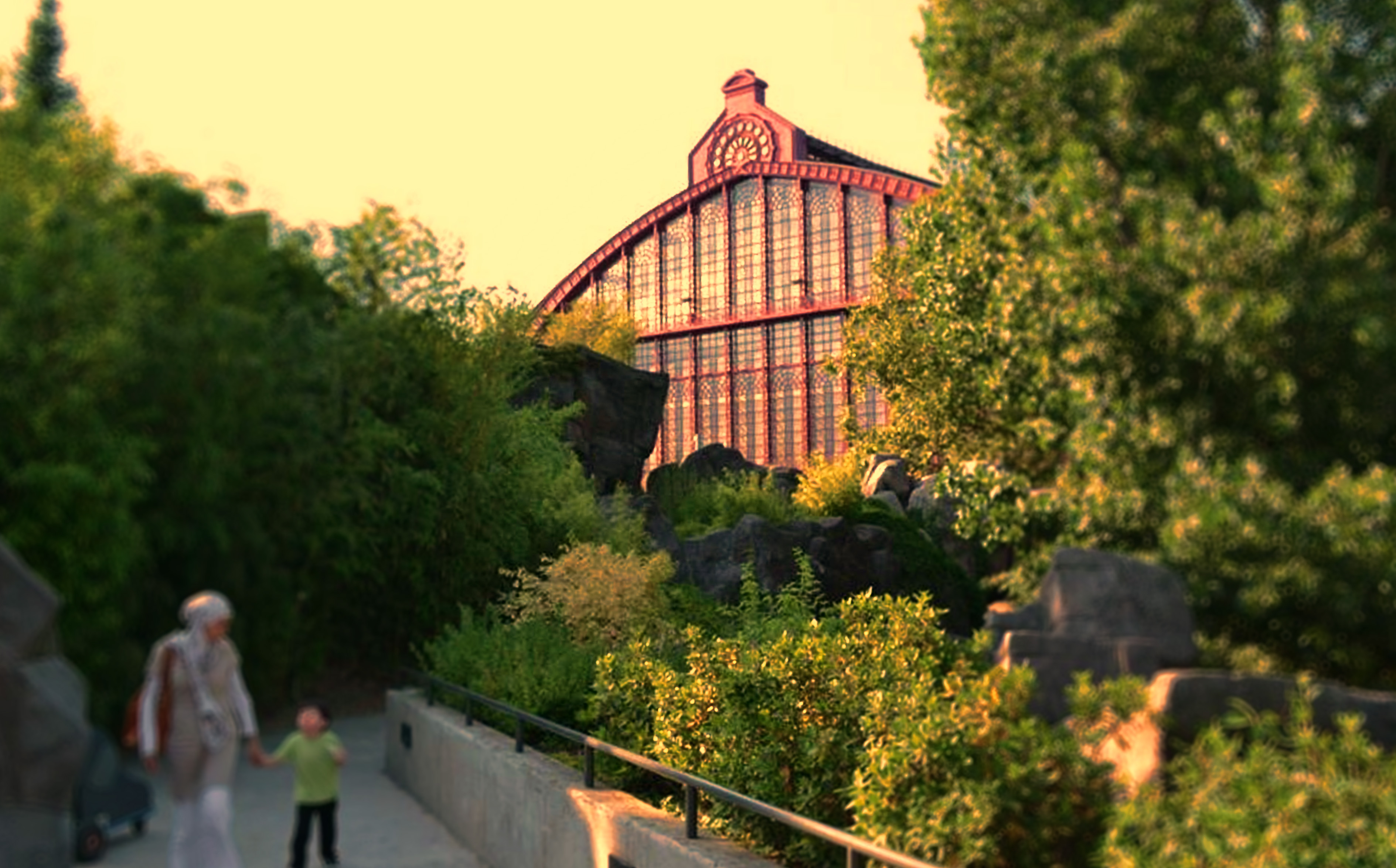
Centraal Station gezien vanuit de Antwerpse zoo (achterkant).

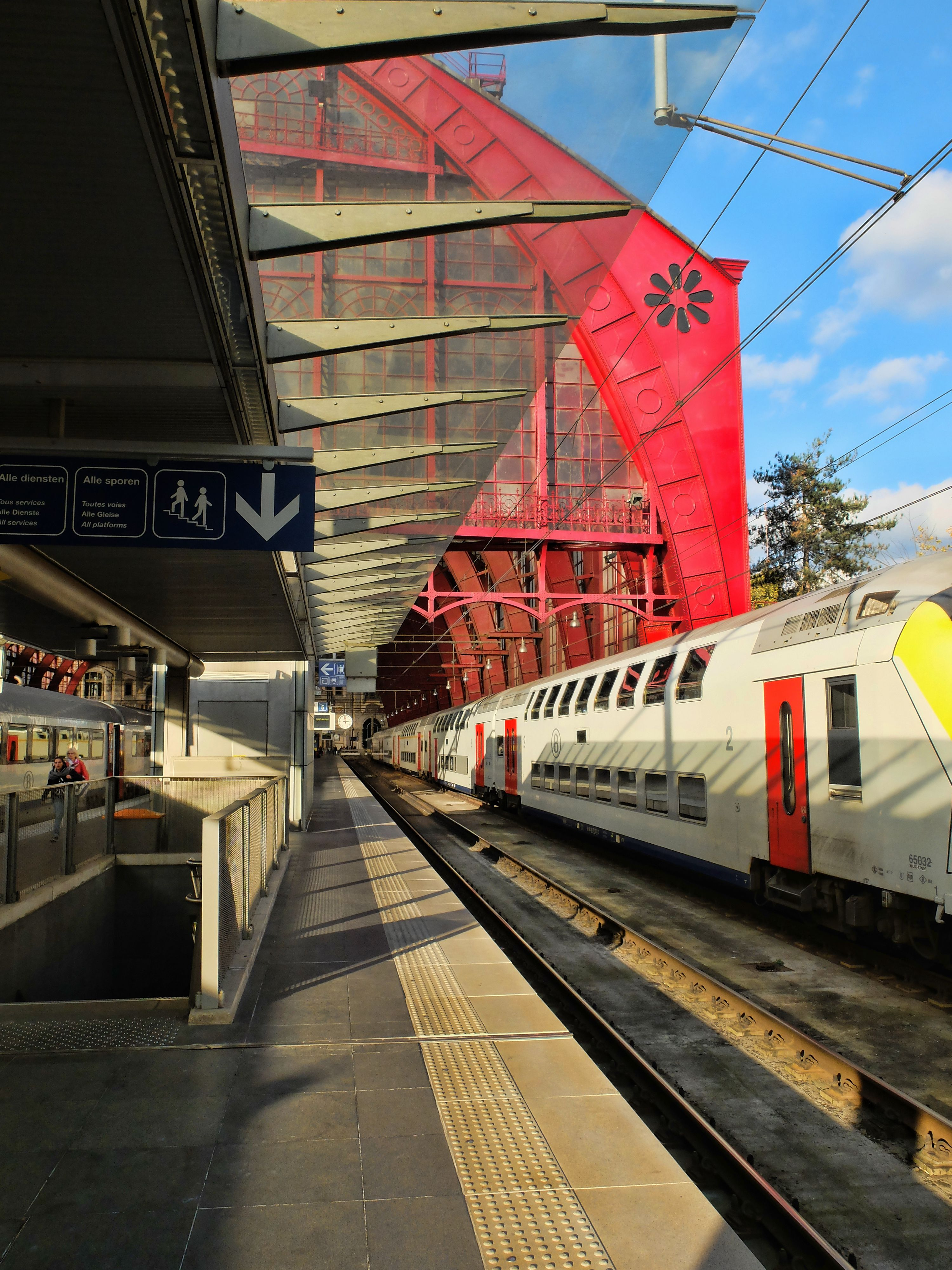
De perrons.

Het huidige (en derde) stationsgebouw Antwerpen-Centraal werd gebouwd tussen 1899 en 1905 als kopstation. Het gebouw bestaat uit een stalen perronoverkapping en een groot stationsgebouw uitgehouwen in natuursteen. De stalen perronoverkapping werd geconstrueerd tussen 1895 en 1899 volgens plannen van ingenieur Clément Van Bogaert door de Compagnie Centrale de Construction. De overkapping is 43 meter hoog (hoogte die nodig was om de rook van de locomotieven op te vangen), 186 meter lang en 66 meter breed en bood ruimte aan tien kopsporen. Het stenen stationsgebouw (ontvangstgebouw) werd gebouwd tussen 1899 en 1905 door Louis Delacenserie (bijgestaan door Charles Poupaert) in eclectische stijl (een combinatie van stijlelementen uit vroegere perioden). Zelf sprak Delacenserie van "barok-middeleeuws eclecticisme". Hij liet zich inspireren door het oude stationsgebouw van Luzern uit 1896 en door het Pantheon in Rome. Na de eerstesteenlegging in 1895 vorderden de werken zo langzaam dat men in Antwerpen begon te spreken van een "station in stillekesaanstijl". Stilaan verrees dan toch het monumentale gebouw, met als hoogste punt de 75 meter hoge koepel. De rijkelijk aangebrachte symboliek omvatte onder meer het Antwerps wapenschild, de Belgische Leeuw en de initialen van koning Leopold II. Op 11 augustus 1905 werd het station geopend.
In het midden van de twintigste eeuw verkeerde het gebouw in slechte staat. Een mogelijke afbraak werd echter afgewend toen het station omstreeks 1975 de status van beschermd monument kreeg, maar door de maand na maand erger wordende slechte staat van de overkapping, besloot de NMBS op 13 december 1985 dat Antwerpen-Centraal op 31 januari 1986 om veiligheidsredenen zou sluiten als geen besluit werd genomen over de restauratie van de perronoverkapping en gevels. Uiteindelijk werd op 20 december 1985 besloten dat de NMBS de nodige restauratiewerken zou uitvoeren. Die restauratie begon op 24 maart 1986 en duurde tot kort voor de grote ombouw in 1998. Het glas van de overkapping werd vervangen door polycarbonaatplaten, opdat de veiligheid van de reizigers zou worden verzekerd. De fundering van de bogen werd hersteld en waar nodig heropgebouwd. Staal werd gereinigd en opnieuw geschilderd.
Direct bereikbaar vanuit de perrons zijn twee hoge grote eetzalen ingericht. Die aan de stadskant is overdadig gedecoreerd met spiegels en bladgoud. Deze ruimte was ingericht als bar. Na een renovatie is de zaal de bar/restaurant "Le Royal" met zaalbediening. De zaal aan de dierentuinzijde werd tot voor de verbouwing gebruikt als personeelskantine; er zijn plannen er een congres- en vergaderruimte van te maken. Het personeelsrestaurant is heden ingericht in het nieuwe gedeelte op etage -0,5, met uitzicht op de sporen. Bovenaan zijn diverse kantoor- en personeelsruimtes die niet toegankelijk zijn voor het publiek. De grote voorzaal (kathedraal) met marmeren vloer wordt vaak gebruikt voor allerlei evenementen en optredens, waaronder dansdemonstraties. In een hoek aan de stadskant was een telegraaf- en telefoonkantoor ingericht. Dit is nog te zien in de teksten op de gevel.
Het Amerikaanse weekblad Newsweek plaatste het station in februari 2009 bij de wereldtop. De Amerikanen bezochten een aantal prestigieuze stations en kwamen tot de conclusie dat de Antwerpse spoorwegkathedraal een vierde plaats waard is. Station Antwerpen-Centraal werd in 2010 gekozen tot mooiste station van Europa, door bezoekers van StedenTripper.com. In 2014 werd het station door de Brits-Amerikaanse nieuwssite Mashable tot mooiste treinstation ter wereld uitgeroepen.

## Sporen
Het station heeft 14 perronsporen verdeeld over drie niveaus:
- Het niveau +1 (6 kopsporen: sporen 1, 2, 3, 4, 5 en 6; spoorlijnen 12[7] en 59/1).
- Het niveau -1 (vier kopsporen: sporen 11, 12, 13 en 14; spoorlijn 27).
- Het niveau -2 (vier perronsporen die op twee doorgaande sporen uitkomen; sporen 21, 22, 23 en 24; spoorlijn 25, noordwaarts tot station Antwerpen-Luchtbal, daarna spoorlijn 4 of 12).

## Noord-zuidverbinding
Antwerpen-Centraal kampte al enkele decennia met een te beperkte capaciteit. Zo waren er te weinig sporen en waren de perrons te kort. Ook het kopmaken van de treinen op het kopstation vergde veel capaciteit.
Sinds mei 1998 werd er in Antwerpen gewerkt aan de noord-zuidverbinding, die in 2006 afgewerkt werd. Tussen Antwerpen-Luchtbal en Antwerpen-Berchem werd een 1200 meter lange tunnel geboord onder Antwerpen en het Centraal Station, waardoor de hogesnelheidstreinen van o.a. de HSL 4 / HSL-Zuid door kunnen rijden zonder in Antwerpen te moeten keren. Dit hele spoorproject kostte ongeveer 1,6 miljard euro.
Het Centraal Station kreeg in 2007 perronsporen op drie niveaus, waarvan +1 het oorspronkelijke niveau was.
Op dit oorspronkelijke niveau +1 werd daarbij het aantal sporen van tien tot zes teruggebracht. De perrons op niveau -2 zijn 400 meter lang en daarmee geschikt om twee gekoppelde Thalysstellen te laten halteren.
Op 23 maart 2007 werd het niveau -2 met de spoortunnel (twee tunnelkokers met elk één spoor) feestelijk officieel geopend o.a. in het bijzijn van Vlaams minister voor Mobiliteit Kathleen Van Brempt en burgemeester Patrick Janssens. Op 6 december 2007 werd in aanwezigheid van Sinterklaas en de Antwerpse burgemeester ook niveau -1 geopend.

## Treindienst

### Internationaal
| Serie         | Treinsoort                                       | Route | Bijzonderheden |
| ------------- | ------------------------------------------------ | --- | --- |
| 450           | European Sleeper (European Sleeper)              | Brussel-Zuid – Antwerpen-Centraal – Roosendaal – Rotterdam Centraal – Den Haag HS – Schiphol Airport – Amsterdam Centraal – Amersfoort Centraal – Deventer – Bad Bentheim – Berlin Hbf – Dresden Hbf – Praha hl.n. | Stopt 2-3x per week. Stopt richting Brussel niet op Schiphol Airport en Den Haag HS. |
| 9200 IC 35    | EuroCity, Beneluxtrein (NMBS)                    | Rotterdam Centraal – Breda – Noorderkempen – Antwerpen-Centraal – Mechelen – Brussels Airport-Zaventem – Brussel-Noord – Brussel-Centraal – Brussel-Zuid | Via HSL Schiphol - Antwerpen. |
| Eurostar 9300 | Eurostar (Eurostar)                              | Amsterdam Centraal – Schiphol Airport – Rotterdam Centraal – Antwerpen-Centraal – Brussel-Zuid – Paris-Nord | Via HSL. Diverse ritten alleen tussen Amsterdam en Brussel. |
| 9500          | Eurocity Direct, Beneluxtrein (NS International) | Lelystad Centrum – Almere Buiten – Almere Centrum – Amsterdam Zuid – Schiphol Airport – Rotterdam Centraal – Antwerpen-Centraal – Brussel-Zuid | Via HSL. Tussen Schiphol en Rotterdam is bij een reis binnen Nederland een toeslag verschuldigd. Rijdt na 20:00 uur, zaterdagochtend vroeg en op zondag enkel tussen Amsterdam Zuid en Brussel-Zuid v.v. |
| Eurostar 9900 | Eurostar (Eurostar)                              | Amsterdam Centraal – Schiphol Airport – Rotterdam Centraal – Antwerpen-Centraal – Brussel-Zuid – [ Aéroport Charles-de-Gaulle 2 TGV – Marne-la-Vallée - Chessy ] / [ Chambéry-Challes-les-Eaux – Albertville – Moûtiers - Salins - Brides-les-Bains – Aime-La Plagne – Landry – Bourg-Saint-Maurice ] / [ Valence-Rhône-Alpes-Sud TGV – Avignon TGV – Aix-en-Provence TGV – Marseille Saint-Charles ] | Via HSL. Marne-la-Vallée - Chessy 2 keer per dag. Bourg-Saint-Maurice 1 keer per week in de winter. Marseille Saint-Charles 1 keer per week in de zomer.                                                 |

### Nationaal
| Serie       | Treinsoort               | Route                                                                       | Bijzonderheden |
| ----------- | ------------------------ | --------------------------------------------------------------------------- | --- |
| IC 02       | Intercity (NMBS)         | Oostende – Gent-Sint-Pieters – Antwerpen-Centraal                           | |
| IC 04       | Intercity (NMBS)         | Antwerpen-Centraal – Gent-Sint-Pieters – Kortrijk – Poperinge               | |
| IC 05       | Intercity (NMBS)         | Charleroi-Centraal – Brussel-Zuid – Antwerpen-Centraal – Antwerpen-Luchtbal | Rijdt alleen op werkdagen. |
| IC 07       | Intercity (NMBS)         | Charleroi-Centraal – Brussel-Zuid – Antwerpen-Centraal – Essen              | Rijdt alleen op werkdagen. |
| IC 08       | Intercity (NMBS)         | Antwerpen-Centraal – Mechelen – Brussels Airport-Zaventem – Hasselt         | |
| IC 09       | Intercity (NMBS)         | Antwerpen-Centraal – Aarschot – [ Leuven – ] Hasselt – Luik-Guillemins      | Rijdt in het weekend Antwerpen-Centraal - Luik-Guillemins. |
| IC 10       | Intercity (NMBS)         | Antwerpen-Centraal – Mol – Hamont                                           | |
| IC 15       | Piekuurtrein (NMBS)      | Antwerpen-Centraal – Lier – Heist-op-den-Berg – Diest – Hasselt             | Rijdt alleen op werkdagen. |
| IC 22       | Intercity (NMBS)         | Brussel-Zuid – Mechelen – Antwerpen-Centraal                                | |
| IC 28       | Intercity (NMBS)         | Antwerpen-Centraal – Gent-Sint-Pieters – Lichtervelde – De Panne            | Rijdt alleen op werkdagen. |
| IC 30       | Intercity (NMBS)         | Turnhout – Antwerpen-Centraal                                               | Stopt op werkdagen niet tussen Herentals en Lier. |
| IC 31       | Intercity (NMBS)         | [ Charleroi-Centraal – ] Brussel-Zuid – Mechelen – Antwerpen-Centraal       | In het weekend vanaf Charleroi-Centraal. |
| L 2850      | L-trein (NMBS)           | Antwerpen-Centraal – Aarschot – Leuven                                      | |
| S 1         | S-trein Brussel (NMBS)   | Charleroi-Centraal – /Nijvel – Brussel-Zuid – Mechelen – Antwerpen-Centraal | Op zondag een deel Brussel-Noord - Nijvel en een deel Brussel-Zuid - Antwerpen-Centraal. Tijdens de week eerste en laatste ritten van/naar Charleroi-Centraal. |
| S 32 2350   | S-trein Antwerpen (NMBS) | Puurs – Antwerpen-Centraal – Essen                                          | Rijdt alleen op werkdagen. |
| S 32 2550   | S-trein Antwerpen (NMBS) | Puurs – Antwerpen-Centraal – Essen – Roosendaal                             | |
| S 33        | S-trein Antwerpen (NMBS) | Antwerpen-Centraal – Herentals – Mol                                        | Rijdt alleen op werkdagen. |
| S 34        | S-trein Antwerpen (NMBS) | [ Dendermonde – ] Lokeren – Antwerpen-Centraal                              | Rijdt 1×/u tussen Antwerpen - Sint-Niklaas. Rijdt in de spits verder naar Dendermonde. Rijdt alleen op werkdagen.                                              |
| S 35        | S-trein Antwerpen (NMBS) | Antwerpen-Centraal – Noorderkempen                                          | Rijdt niet in het weekend. Rijdt 1× per uur, zorgt samen met de Beneluxtrein voor 2 treinen per uur tussen Antwerpen-Centraal en Noorderkempen.                |
| P 4150      | Piekuurtrein (NMBS)      | Antwerpen-Centraal – Lier – Herentals                                       | Rijdt alleen op werkdagen. Sommige treinen vanaf Lier. |
| P 7200/8200 | Piekuurtrein (NMBS)      | Roosendaal – Antwerpen-Centraal                                             | Rijdt alleen op werkdagen. |
| P 7210/8210 | Piekuurtrein (NMBS)      | Hasselt – Antwerpen-Centraal                                                | Rijdt alleen op werkdagen. |
| P 7255/8265 | Piekuurtrein (NMBS)      | Noorderkempen – Antwerpen-Centraal                                          | Rijdt alleen op werkdagen. |
| P 7260/8260 | Piekuurtrein (NMBS)      | Antwerpen-Centraal – Lier – Herentals                                       | Rijdt alleen op werkdagen. Sommige treinen vanaf Lier. |
| P 7280/8280 | Piekuurtrein (NMBS)      | Aarschot – Antwerpen-Centraal                                               | Rijdt alleen op werkdagen. |
| P 7290/8290 | Piekuurtrein (NMBS)      | Sint-Niklaas – Antwerpen-Centraal                                           | Rijdt alleen op werkdagen. |
| P 8220      | Piekuurtrein (NMBS)      | [ Hamont – ] / [ Essen – Antwerpen-Centraal – ] Leuven – Heverlee           | Een trein op zondagavond. |
| ICT 6705    | Toeristentrein (NMBS)    | Antwerpen-Centraal – Gent-Sint-Pieters – Brugge – Blankenberge              | Rijdt in juli en augustus. |

## Reizigerstellingen
De grafiek en tabel geven het gemiddeld aantal instappende reizigers weer op een week-, zater- en zondag.
| Tabel: aantal instappende reizigers station Antwerpen-Centraal | Tabel: aantal instappende reizigers station Antwerpen-Centraal | Tabel: aantal instappende reizigers station Antwerpen-Centraal | Tabel: aantal instappende reizigers station Antwerpen-Centraal |
|                                                                | Weekdag                                                        | Zaterdag                                                       | Zondag                                                         |
| -------------------------------------------------------------- | -------------------------------------------------------------- | -------------------------------------------------------------- | -------------------------------------------------------------- |
| 1977                                                           | 24 340                                                         | 8 824                                                          | 9 241                                                          |
| 1978                                                           | 21 273                                                         | 8 563                                                          | 8 849                                                          |
| 1979                                                           | 24 033                                                         | 10 816                                                         | 9 264                                                          |
| 1980                                                           | 22 527                                                         | 8 389                                                          | 8 521                                                          |
| 1981                                                           | 23 801                                                         | 10 416                                                         | 10 588                                                         |
| 1982                                                           | 28 324                                                         | 9 314                                                          | 8 530                                                          |
| 1983                                                           | 24 823                                                         | 8 343                                                          | 7 624                                                          |
| 1984                                                           | 22 883                                                         | 8 879                                                          | 7 312                                                          |
| 1985                                                           | 24 134                                                         | 8 686                                                          | 8 603                                                          |
| 1986                                                           | 21 198                                                         | 9 633                                                          | 8 110                                                          |
| 1987                                                           | 23 161                                                         | 8 848                                                          | 7 307                                                          |
| 1988                                                           | 27 813                                                         | 9 362                                                          | 8 643                                                          |
| 1989                                                           | 21 752                                                         | 8 075                                                          | 7 635                                                          |
| 1990                                                           | 21 798                                                         | 10 309                                                         | 11 074                                                         |
| 1991                                                           | 22 974                                                         | 11 404                                                         | 8 693                                                          |
| 1992                                                           | 25 880                                                         | 11 843                                                         | 11 767                                                         |
| 1993                                                           | 22 500                                                         | 11 222                                                         | 10 045                                                         |
| 1994                                                           | 25 831                                                         | 12 409                                                         | 10 351                                                         |
| 1995                                                           | 24 268                                                         | 11 679                                                         | 9 676                                                          |
| 1996                                                           | 28 795                                                         | 12 142                                                         | 10 159                                                         |
| 1997                                                           | 26 064                                                         | 12 797                                                         | 11 882                                                         |
| 1998                                                           | 19 032                                                         | 14 444                                                         | 9 400                                                          |
| 1999                                                           | 16 701                                                         | 12 592                                                         | 9 000                                                          |
| 2000                                                           | 17 564                                                         | 15 048                                                         | 8 865                                                          |
| 2001                                                           | 19 231                                                         | 10 278                                                         | 7 076                                                          |
| 2002                                                           | 16 235                                                         | 13 336                                                         | 11 446                                                         |
| 2003                                                           | 18 083                                                         | 13 361                                                         | 8 949                                                          |
| 2004                                                           | 20 978                                                         | 14 986                                                         | 12 542                                                         |
| 2005                                                           | 19 493                                                         | 16 922                                                         | 11 938                                                         |
| 2006                                                           | 20 895                                                         | 15 704                                                         | 13 960                                                         |
| 2007                                                           | 25 225                                                         | 14 055                                                         | 16 156                                                         |
| 2008                                                           | -                                                              | -                                                              | -                                                              |
| 2009                                                           | 31 118                                                         | 22 259                                                         | 19 638                                                         |
| 2010                                                           | -                                                              | -                                                              | -                                                              |
| 2011                                                           | -                                                              | -                                                              | -                                                              |
| 2012                                                           | 33 641                                                         | 17 423                                                         | 14 338                                                         |
| 2013                                                           | 32 634                                                         | 20 488                                                         | 16 862                                                         |
| 2014                                                           | 34 265                                                         | 19 078                                                         | 17 235                                                         |
| 2015                                                           | 33 614                                                         | 19 260                                                         | 16 539                                                         |
| 2016                                                           | 32 390                                                         | 17 302                                                         | 15 146                                                         |
| 2017                                                           | 34 998                                                         | 21 583                                                         | 17 876                                                         |
| 2018                                                           | 36 823                                                         | 25 453                                                         | 19 471                                                         |
| 2019                                                           | 39 628                                                         | 23 918                                                         | 18 553                                                         |
| 2020                                                           | 18 626                                                         | 13 566                                                         | 10 187                                                         |
| 2021                                                           | -                                                              | -                                                              | -                                                              |
| 2022                                                           | 31 347                                                         | 22 765                                                         | 20 425                                                         |
| 2023                                                           | 37 591                                                         | 25 163                                                         | 21 350                                                         |
| 2024                                                           | 38 611                                                         | 24 567                                                         | 20 787                                                         |

## Ingang Kievitstraat
Met de verbouwing van het station is aan de zuidkant van het station een ingang aan de "Kievitstraat" geopend en werd een bijhorende stationshal opgetrokken. Tussen het oude stationsgedeelte en de Kievitstraat toegang zijn op straatniveau winkelgalerijen gebouwd. Hier zijn de vroegere diamantwinkels onder het spoorviaduct van de Pelikaanstraat naartoe verhuisd. Daarnaast zijn er drink- en eetgelegenheden, krantenwinkels en andere winkels. Daarenboven werd het nieuwe stationsgedeelte voorzien van een uitgebreide parking die wordt beheerd door de NMBS en rechtstreeks toegang verleent tot de perrons en de ondergrondse spoorweggalerijen.
Het nieuwe stationsgedeelte Kievit werd ontworpen onder leiding van de Belgische ingenieur architect Jacques Voncke en dit in opdracht van Eurostation.

## Aansluitend openbaar vervoer
Antwerpen-Centraal is ondergronds rechtstreeks verbonden met de premetrostations Astrid en Diamant waar verschillende tramlijnen genomen kunnen worden. Bovengronds op het Koningin Astridplein stoppen eveneens enkele trams. Vlakbij stoppen ook verschillende stads- en streekbuslijnen in de Pelikaanstraat en op het Koningin Astridplein. Het knooppunt van streekbusvervoer, de Franklin Rooseveltplaats, ligt op loopafstand van het station.

## Fietsfaciliteiten
Sinds september 2006 heeft het station ook een ondergrondse fietsenstalling (onder het Koningin Astridplein) met plaats voor 1000 fietsen, een kiss & ride-zone en een parkeerplaats voor auto's.
In mei 2007 is aan deze ondergrondse fietsenstalling het fietspunt opengegaan. Waar er, specifiek voor Antwerpen, naast toeristenfietsen circa 700 gele studentenfietsen verhuurd worden.
De capaciteit van de fietsenstalling is in het voorjaar van 2009 verhoogd met nog eens 250 stallingsplaatsen onder het Koningin Astridplein. Tegelijkertijd is de ondergrondse fietsenstalling aan de kant "Kievit" geopend met 400 plaatsen. Fietsen die toch bovengronds tegen palen of hekken worden geparkeerd, worden regelmatig weggehaald door de diensten van het fietspunt, in samenwerking met de politie.
Er zijn zeven Velostations in de nabijheid van het station. Twee daarvan bevinden zich op het Astridplein, twee aan het Kievitplein en de overige op de De Keyserlei.

## Tariefzone
Bij zowel het binnenlandse als het SCIC-NRT-tarief behoren de stations Antwerpen-Berchem, Antwerpen-Centraal, Antwerpen-Luchtbal, Antwerpen-Noorderdokken en Antwerpen-Zuid tot één tariefzone. Stations Antwerpen-Oost en Antwerpen-Dam zijn sinds 10 december 2011 gesloten voor reizigersvervoer, want sindsdien rijden alle reizigerstreinen tussen het noorden en het zuiden van Antwerpen door de Antwerpse Noord-Zuidverbinding.

## Plopsa Station Antwerp
Sinds 2017 bevindt er zich in het station, aan ingang Kievitplein, ook een indoorpretpark. Het pretpark opende aanvankelijk de deuren onder de naam Comics Station Antwerp en was gethematiseerd naar zes Belgische stripreeksen. In 2019 werd Comics Station na een faillissement overgenomen door Plopsa. Het park heropende in 2021, na een uitgebreide renovatie, als Plopsa Station Antwerp.

## Trivia
- Het station is het decor voor tal van films, met als bekendste voorbeeld de openingsscène van De zaak Alzheimer, waarin huurmoordenaar Ledda aankomt vanuit Frankrijk. Ook in buitenlandse producties weet men het station te smaken. Zo diende het bijvoorbeeld als decor in een aflevering van de Britse serie Poirot, waarin Antwerpen-Centraal doorgaat voor een Brussels station.
- Toen koning Leopold II in 1905 het station kwam heropenen en het voor het eerst zag, viel hem de grootte kennelijk tegen. Zijn eerste reactie zou dan ook zijn geweest: "C'est une petite belle gare." (Het is een leuk, klein stationnetje.)[10][11]
- De verhoogde spoorberm, die het Centraal Station met Berchem verbindt, bestaat uit een lange opeenvolging van bruggen en blinde bogen, verfraaid met torentjes, klokkentorentjes en balustrades. Dit viaduct is een opmerkelijk Antwerps zinnebeeld en werd ontworpen door architect Jan Van Asperen bij de aanvang van zijn carrière. Het geheel wordt in de Antwerpse omgeving de centers genoemd. Deze metsersterm is afkomstig van het Franse cintre en betekent: boog.
- Het goederenstation Antwerpen-Centraal stond ook bekend als station Congo. Het was langs de dierentuin (spoor 10) gelegen en ten behoeve van de Zoo werden hier zowel dieren als voedsel gelost. Later werd het uitgebreid en uiteindelijk verlegd naar de Van Immerseelstraat.
- Het station vormt het decor voor het begin van Austerlitz, een boek van W.G. Sebald.
- In 2019 was dit station het vijfde drukste in België, enkel voorafgegaan door drie Brusselse stations en Gent-Sint-Pieters.

## Galerij

Foto's van Station Antwerpen-Centraal – binnen- en buitenaanzichten
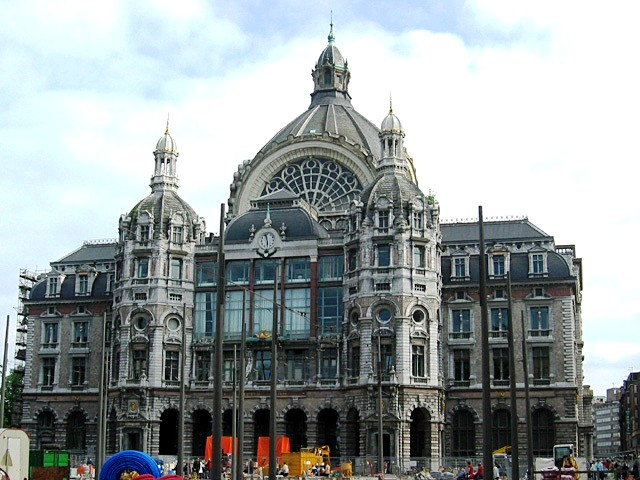
Voorzijde van het Koningin Astridplein
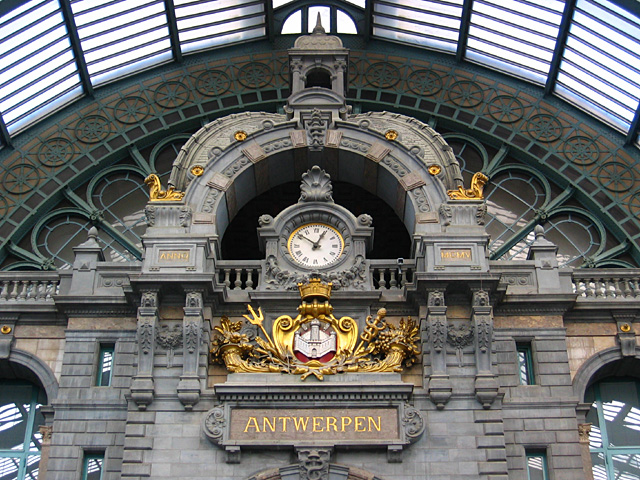
Klok en wapen van Antwerpen op de binnengevel
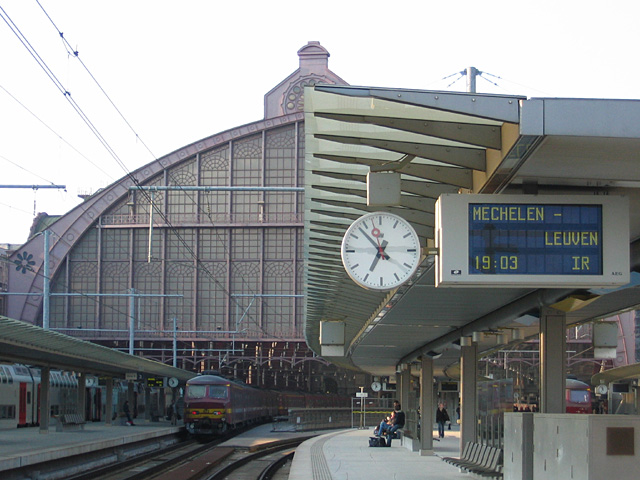
Perron buiten de overkoepeling
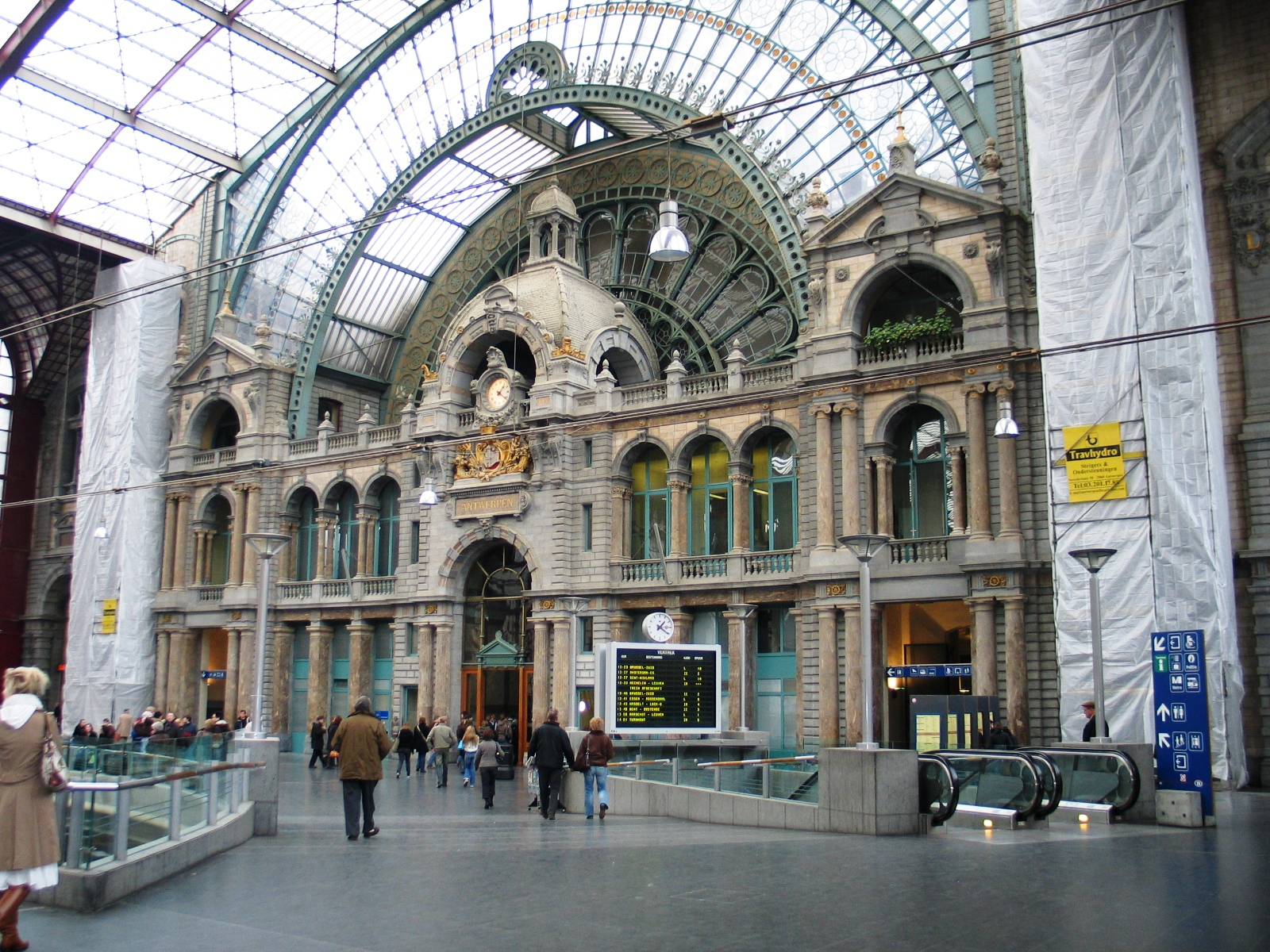
Binnengevel perronhal
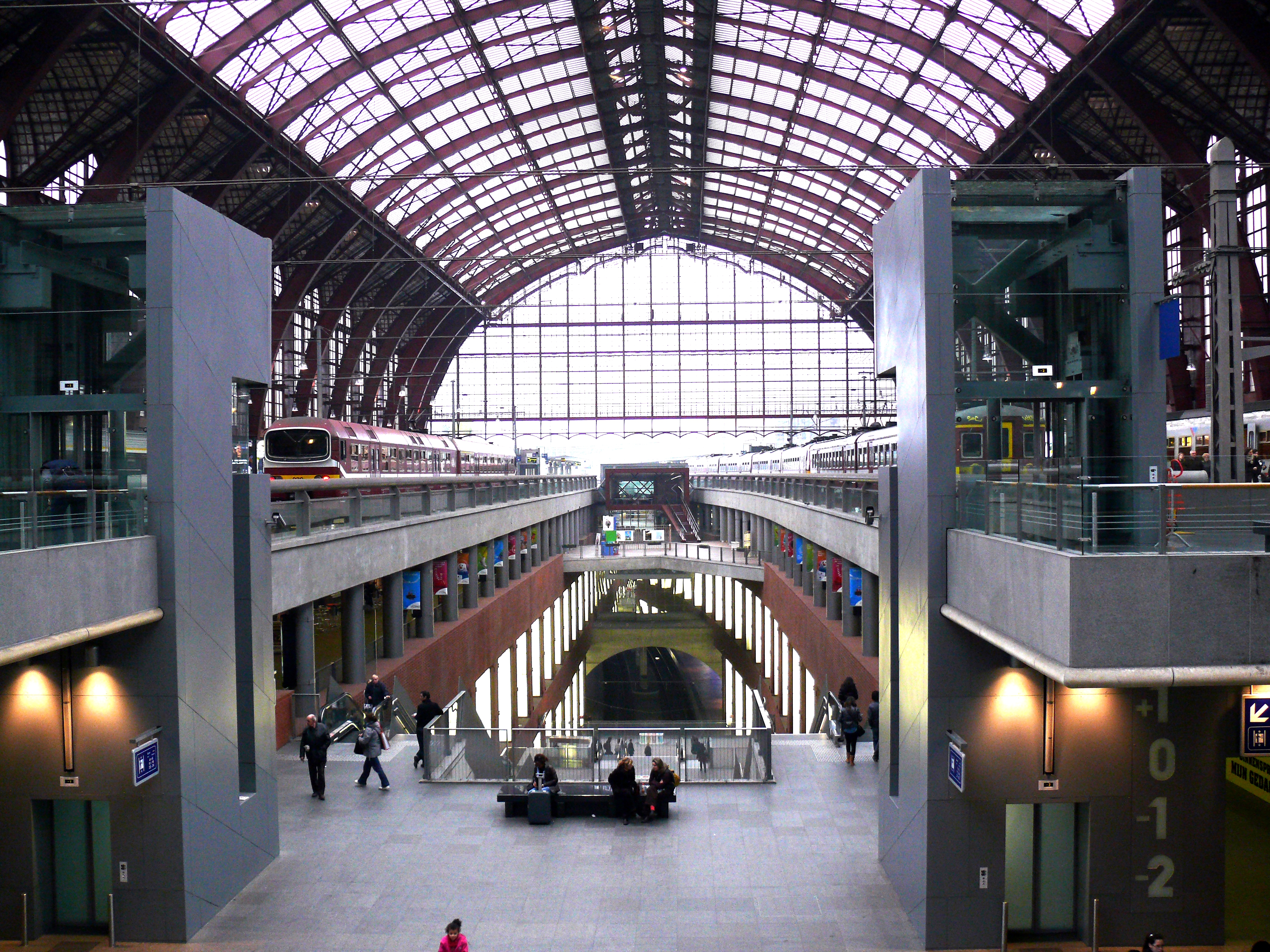
Zicht vanaf bovenste niveau
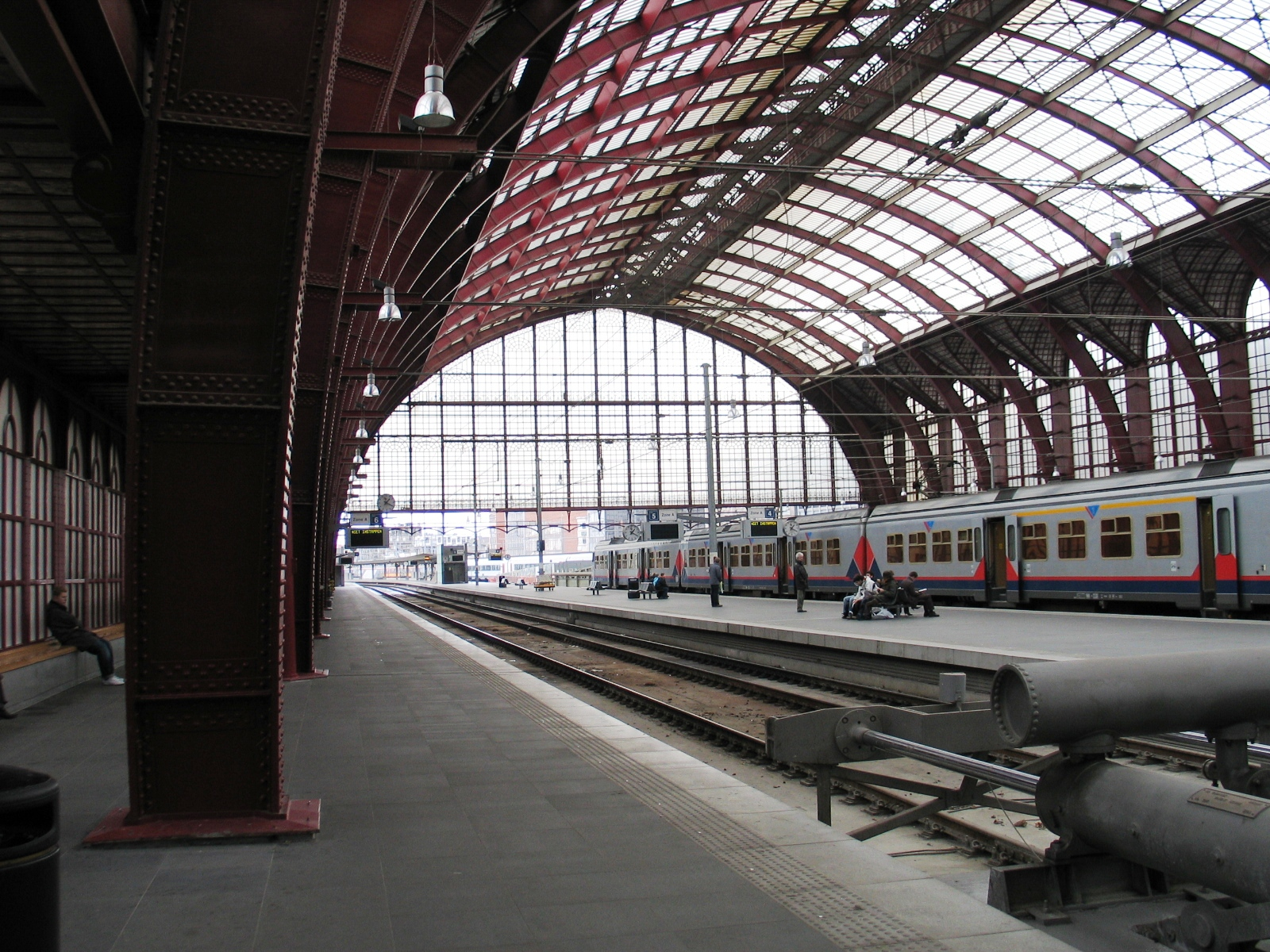
Perronhal vanaf kop
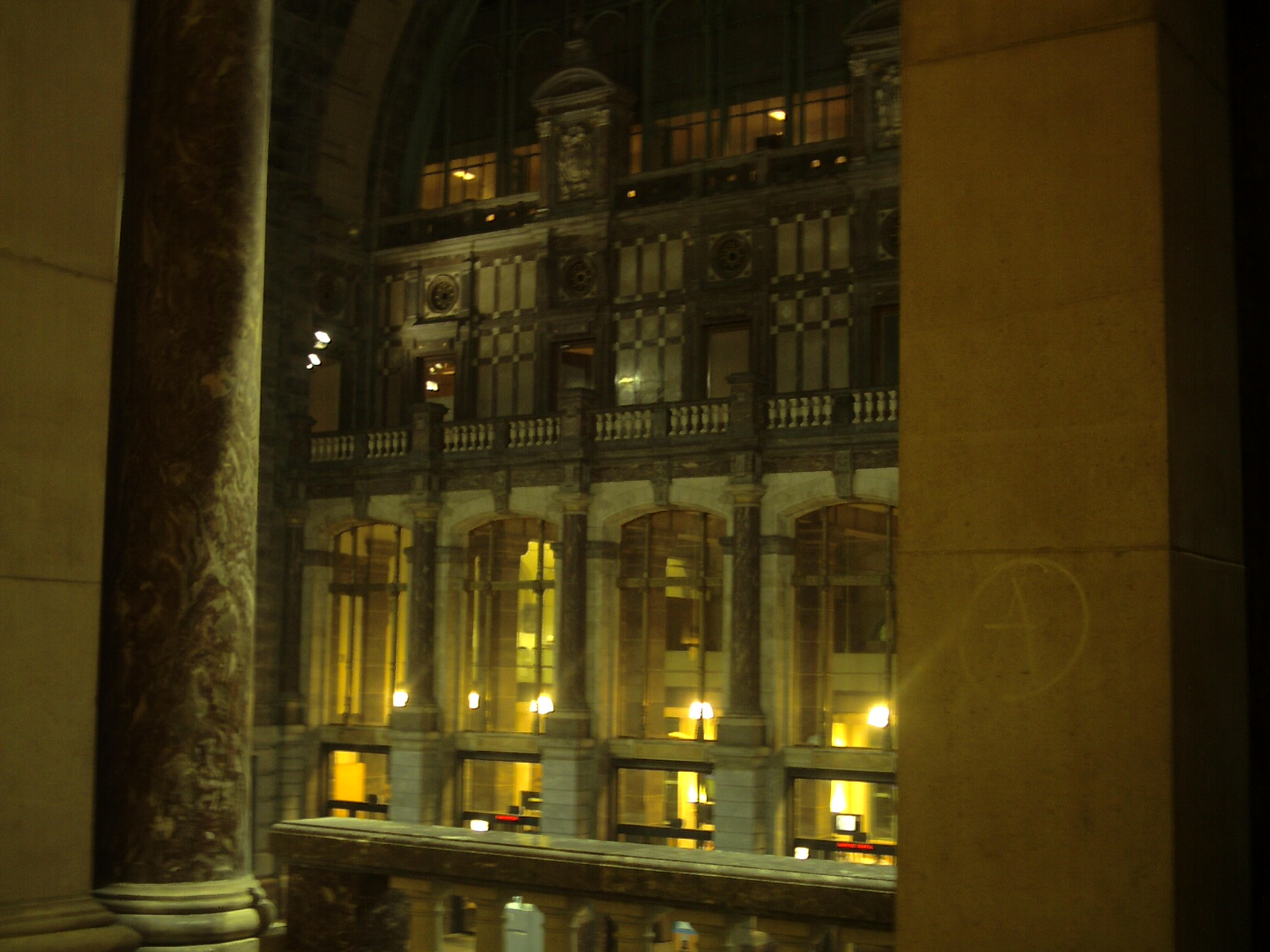
Binnengevel stationshal aan Koningin Astridplein-zijde
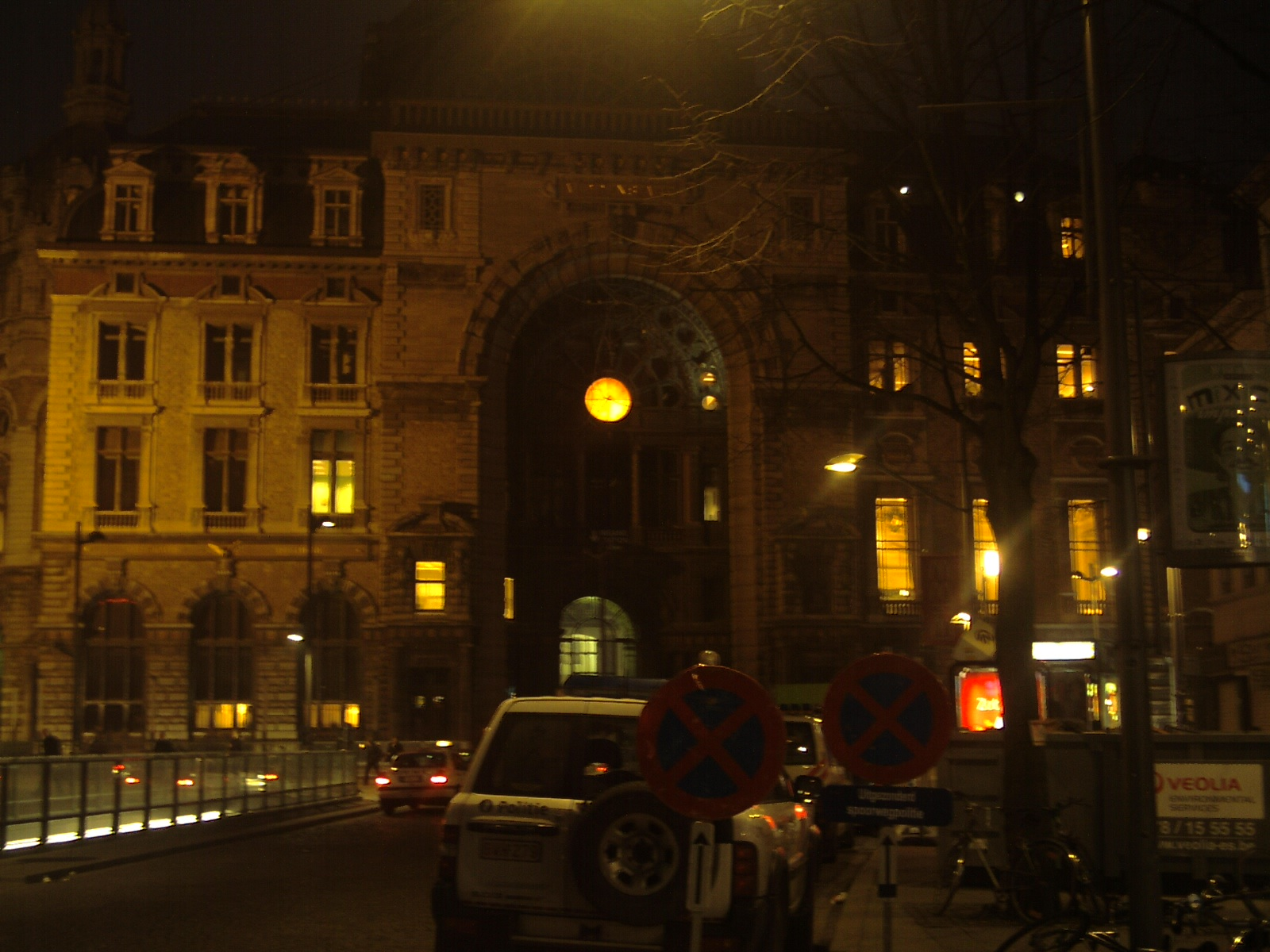
Buitengevel stationshal aan de zijde van de De Keyserlei (bij donker)
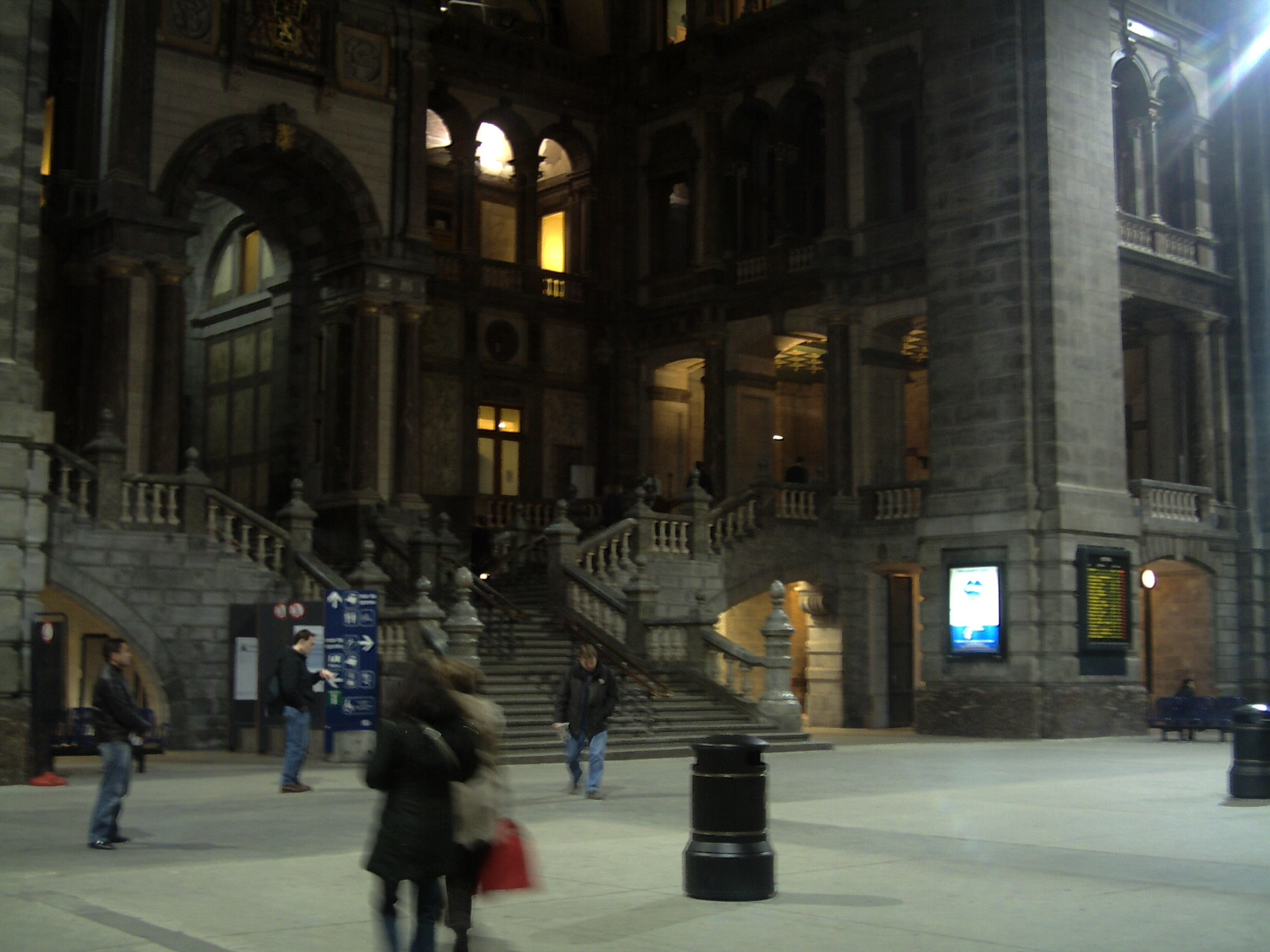
Centrale trap stationshal
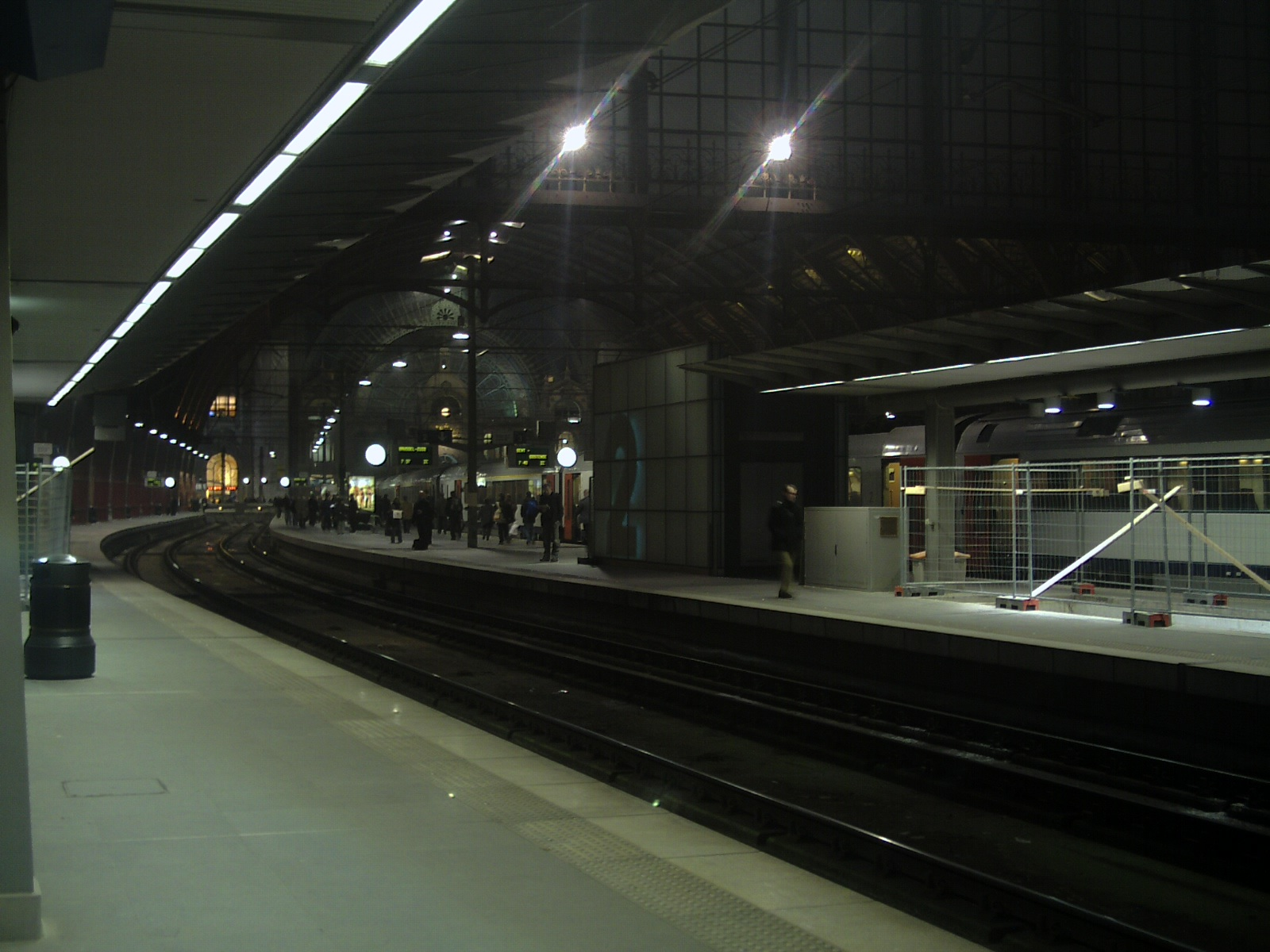
De perronhal vanaf perron 1 (bij donker)
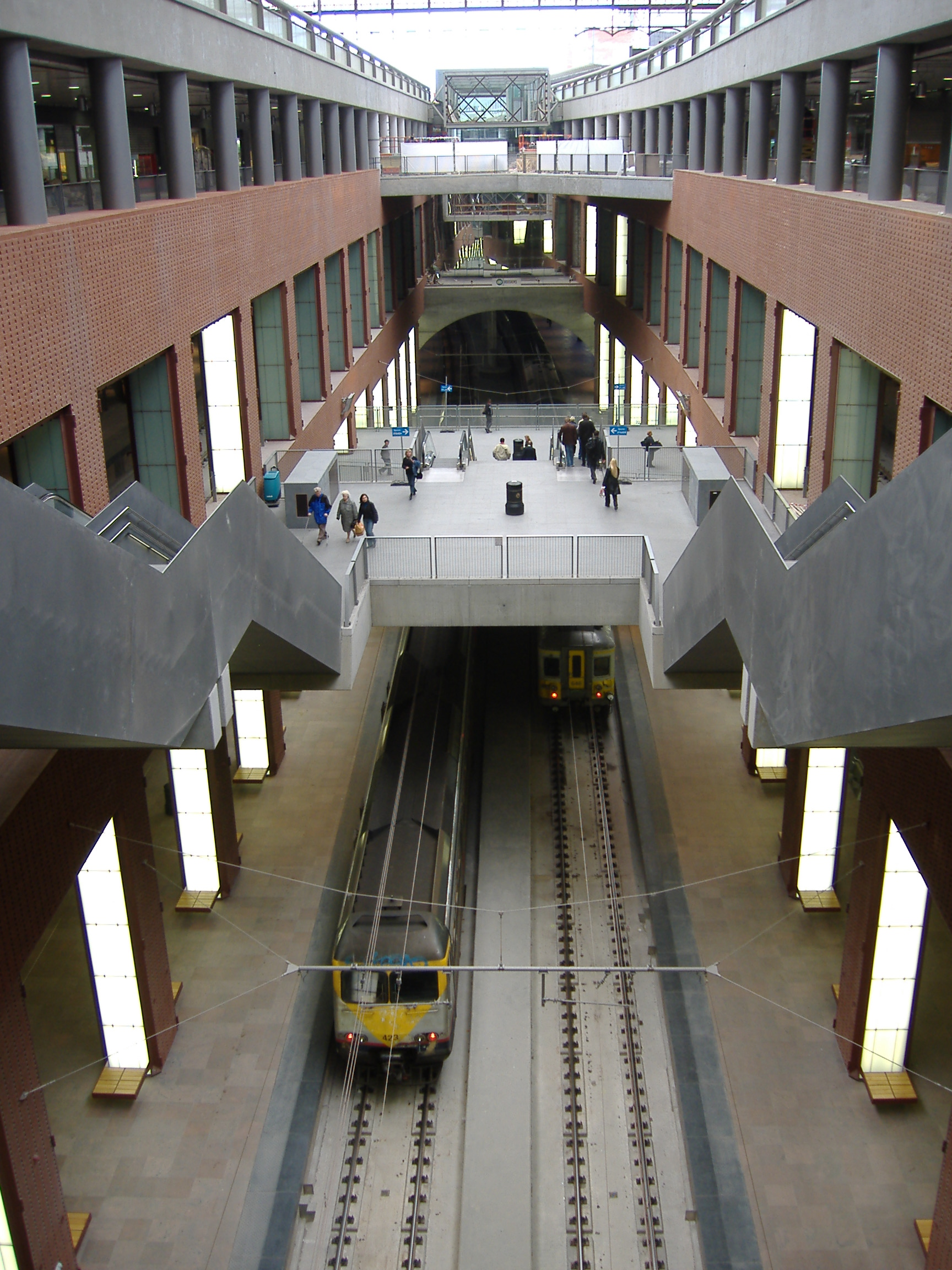
Bovenaanzicht doorgaande tunnelsporen
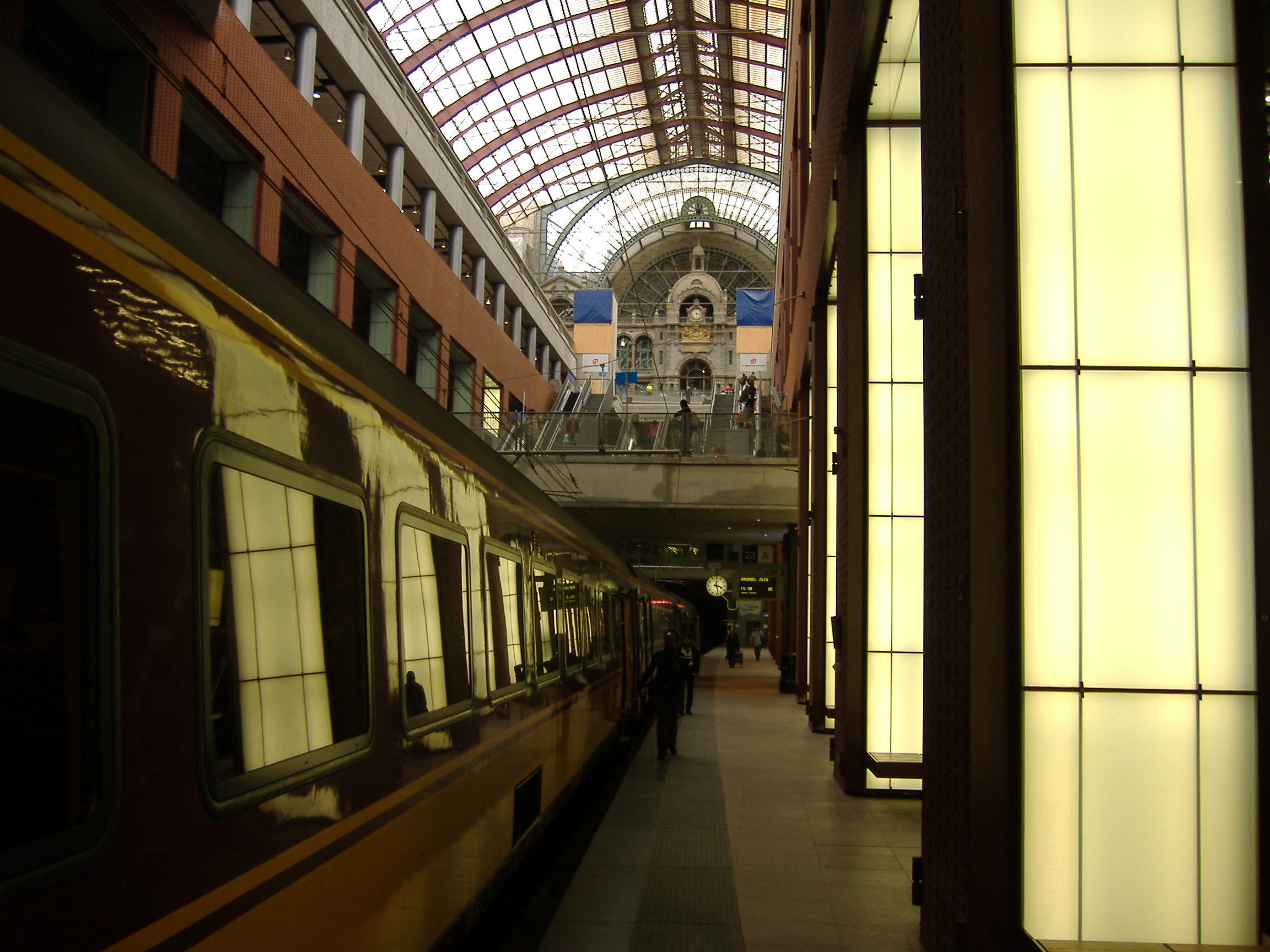
Onderaanzicht vanaf doorgaande tunnelsporen
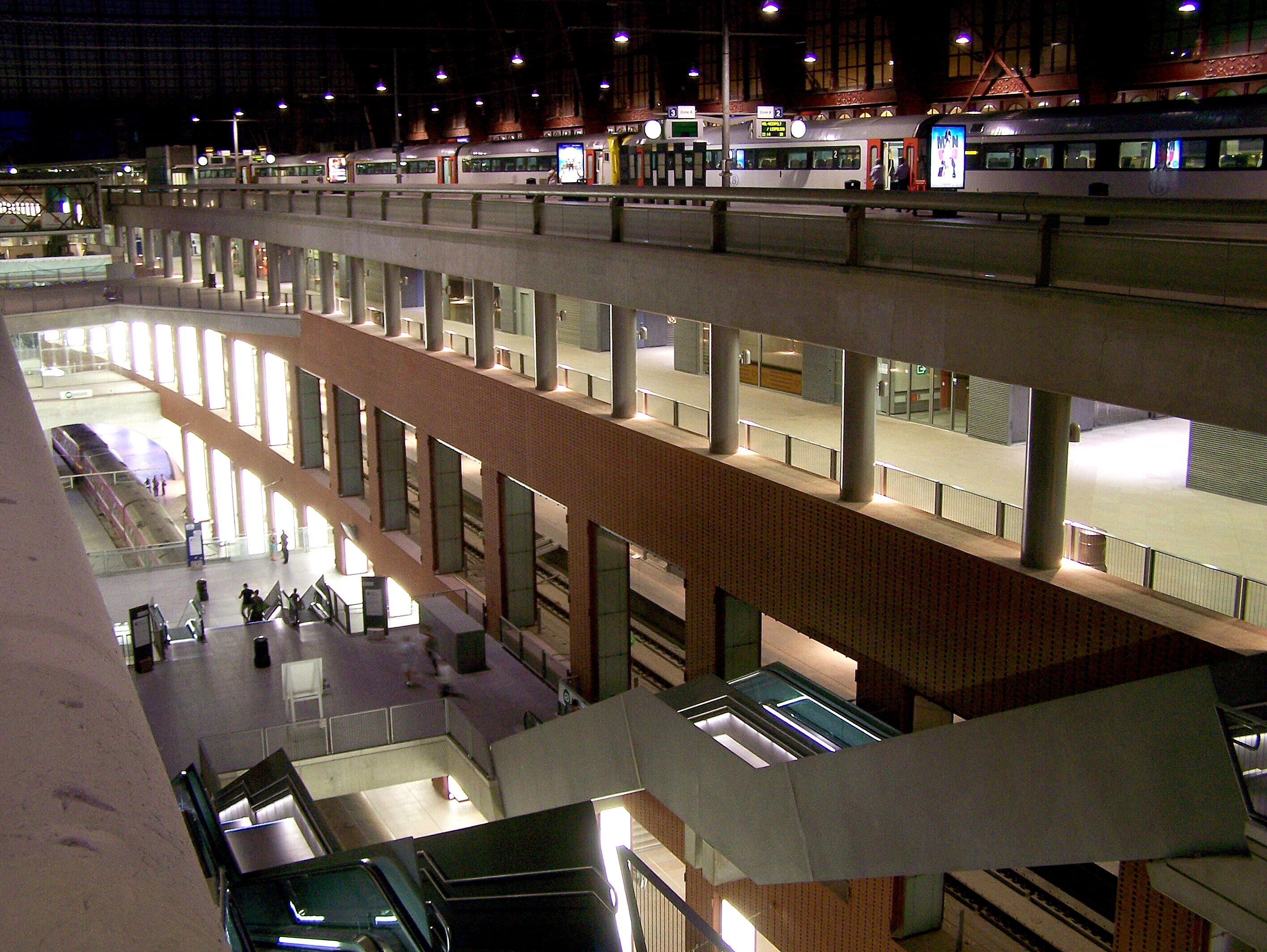
>Zicht op het Atrium (vanaf niveau +1)
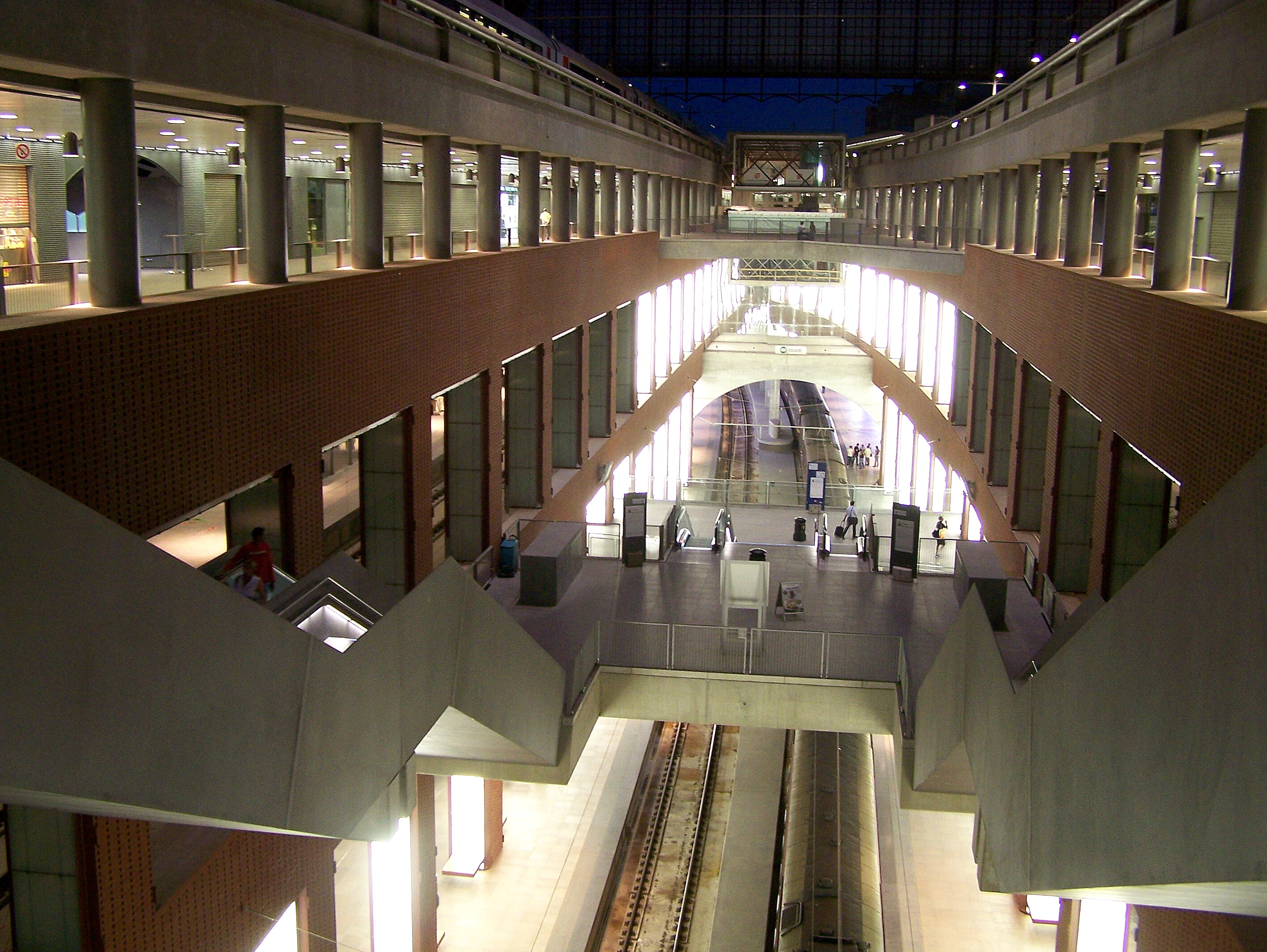
Zicht op het Atrium (vanaf niveau 0)
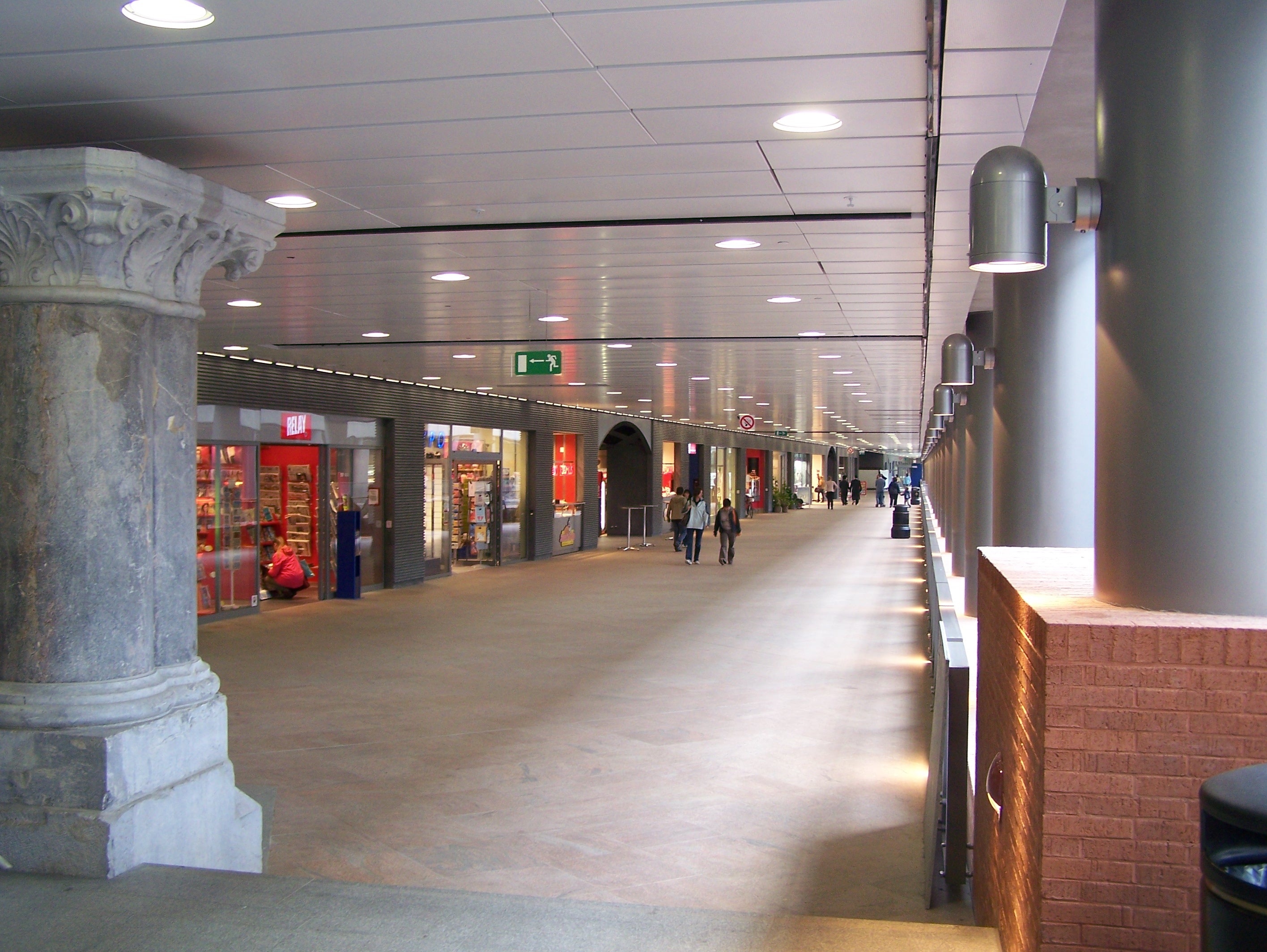
Niveau 0 – winkelgalerij
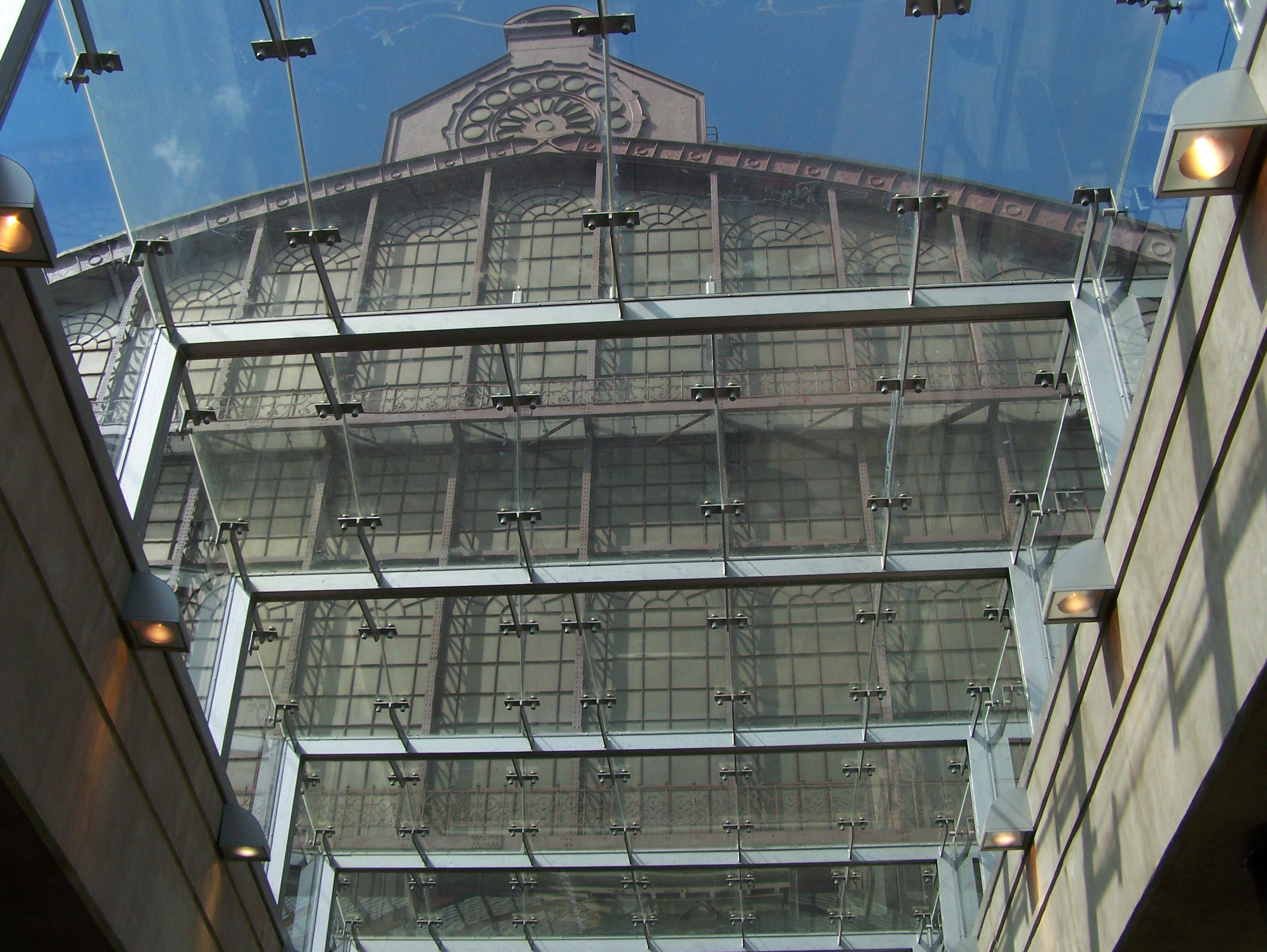
Niveau 0 – Onderaanzicht stationsoverkapping
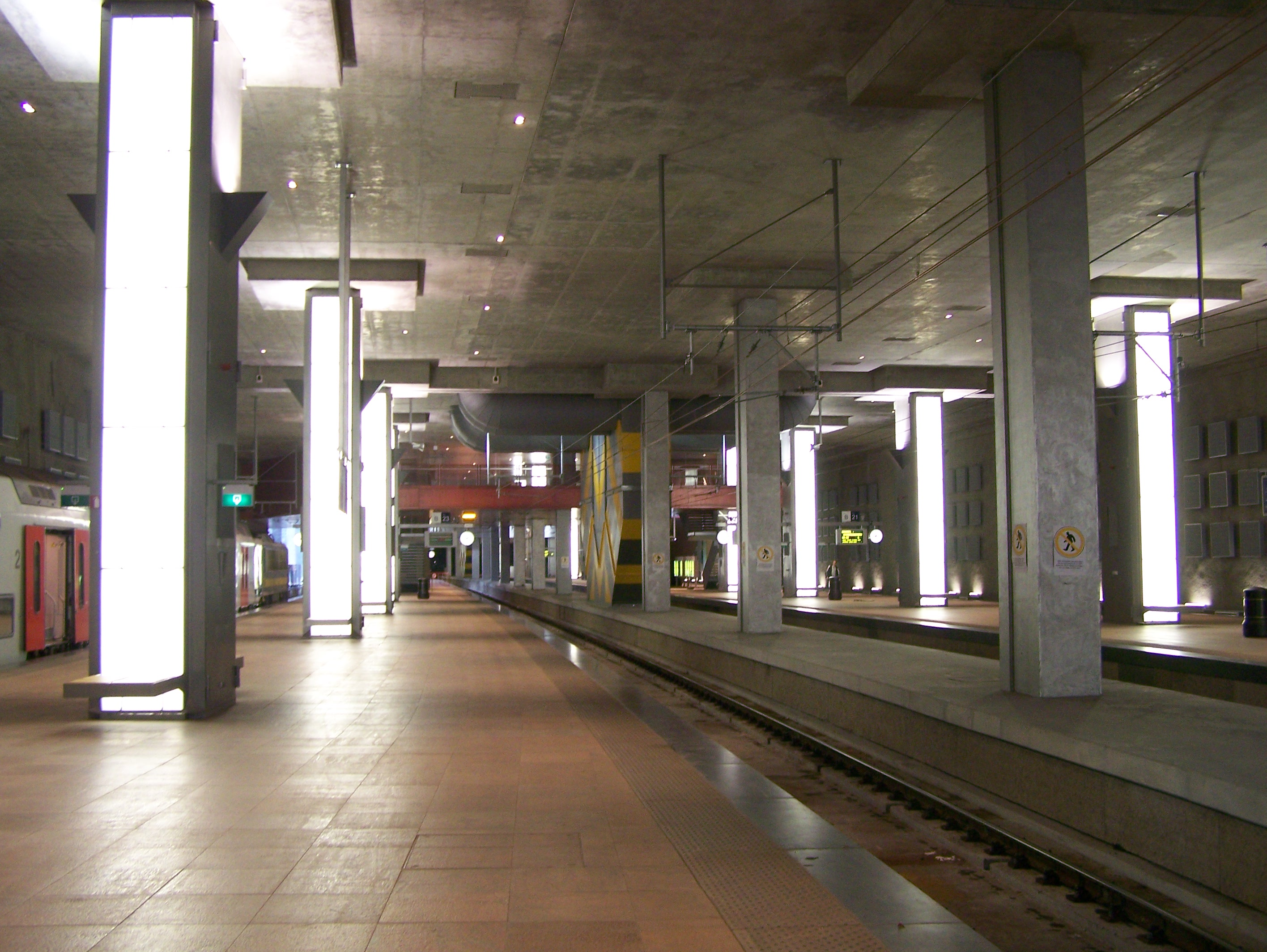
Niveau -2 – perrons en sporen
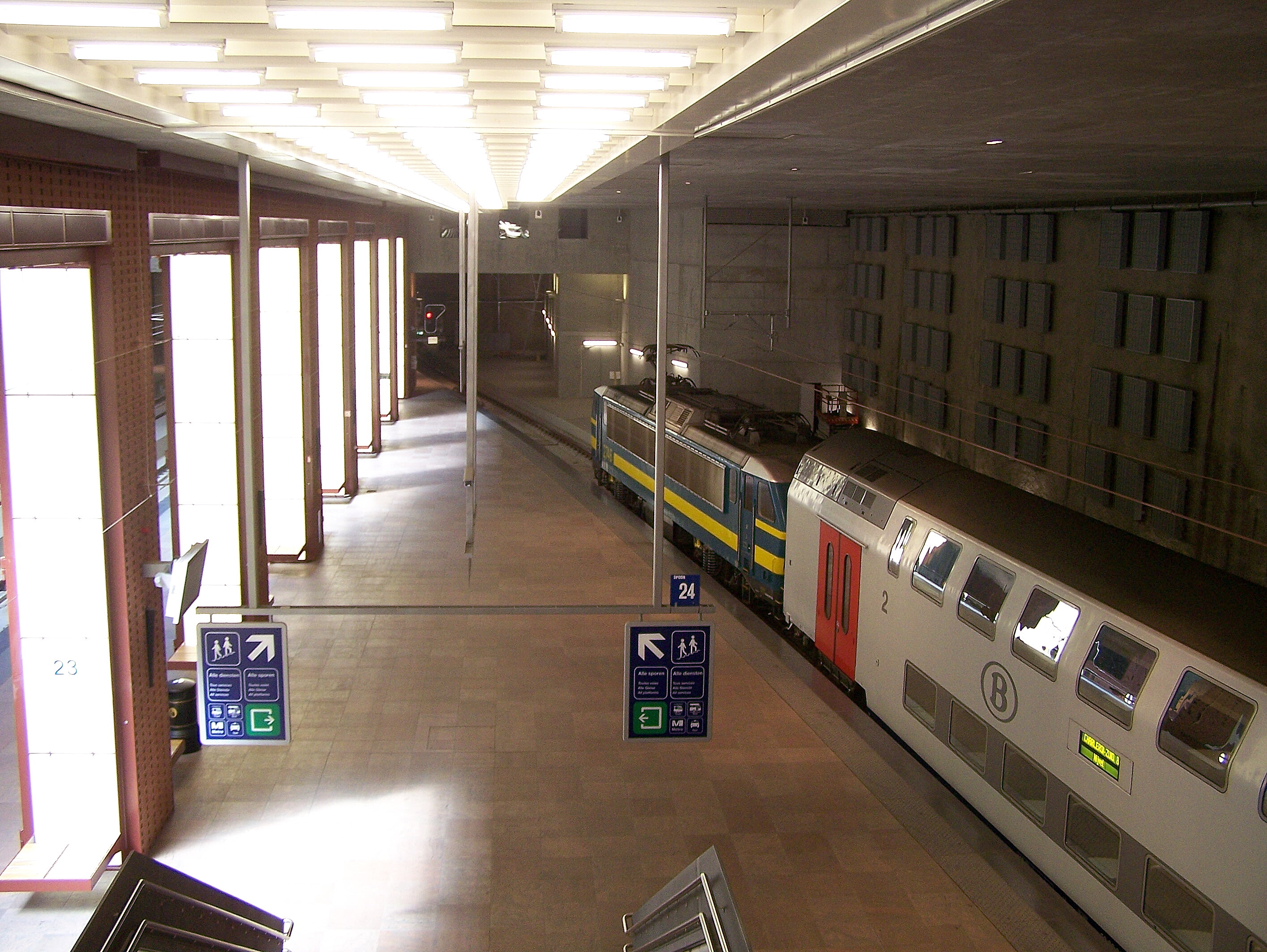
Niveau -2 – begin van het perron
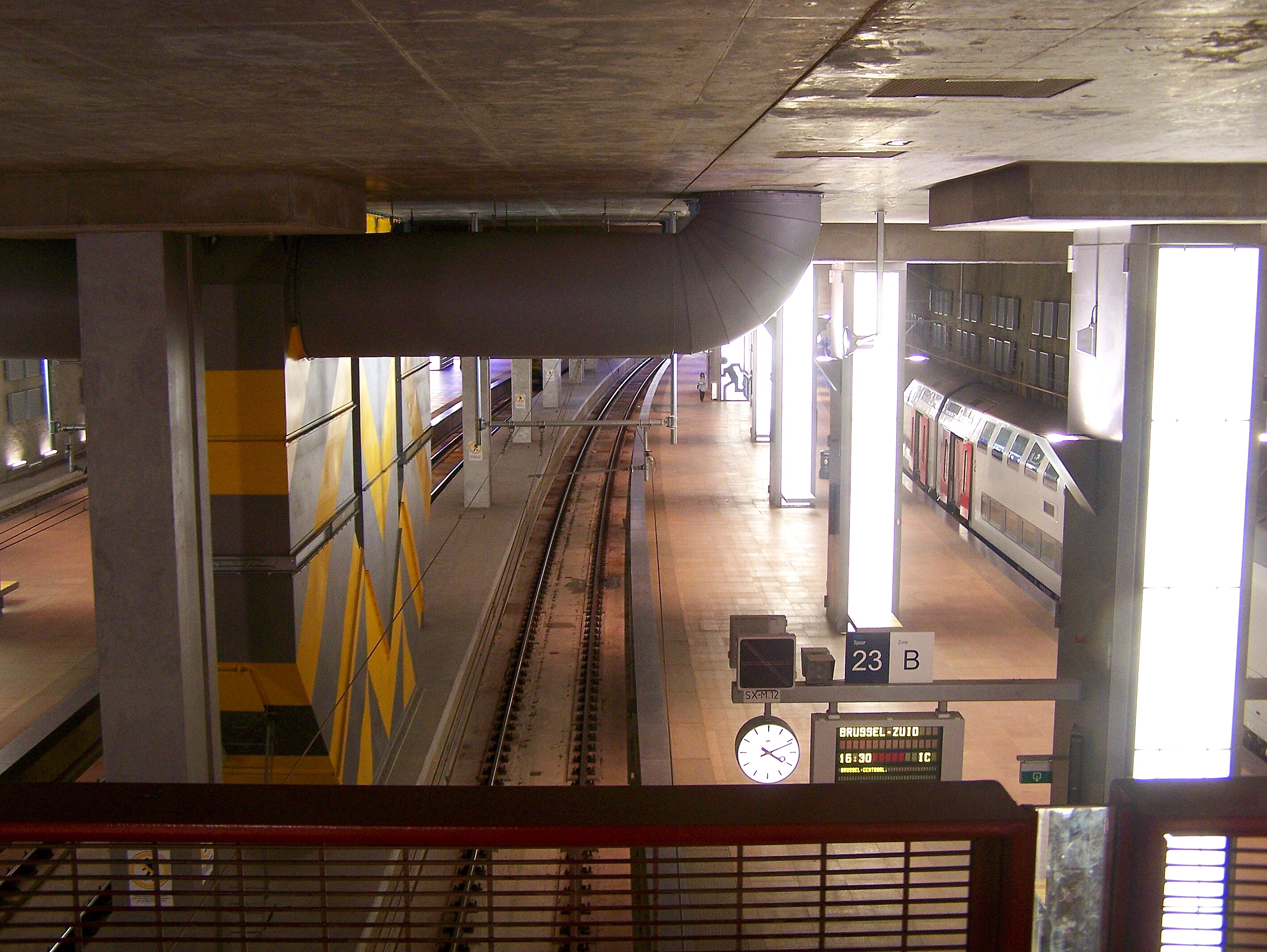
Niveau -2 – ter hoogte van de Kievitstraat-ingang
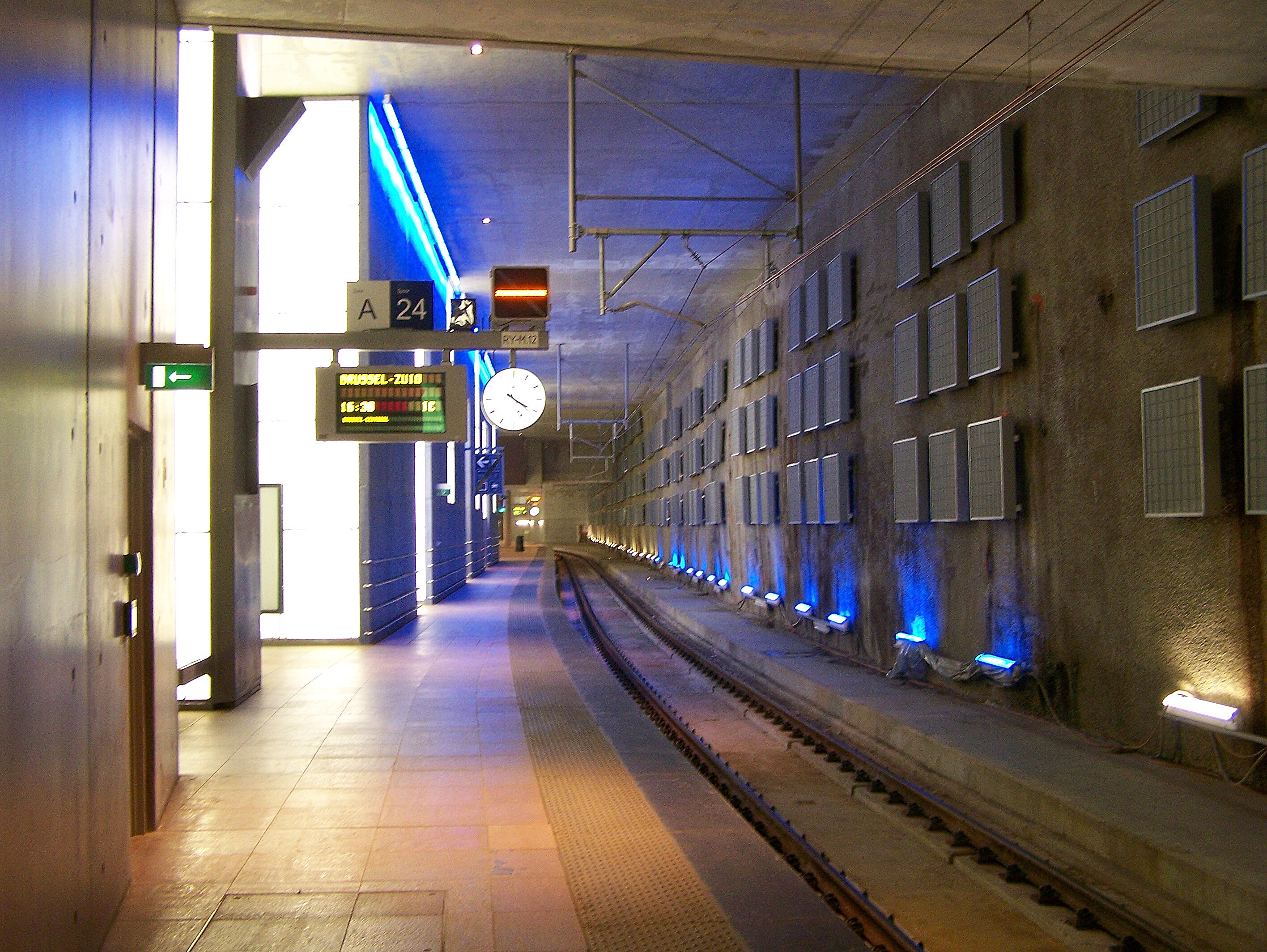
Niveau -2 – perron
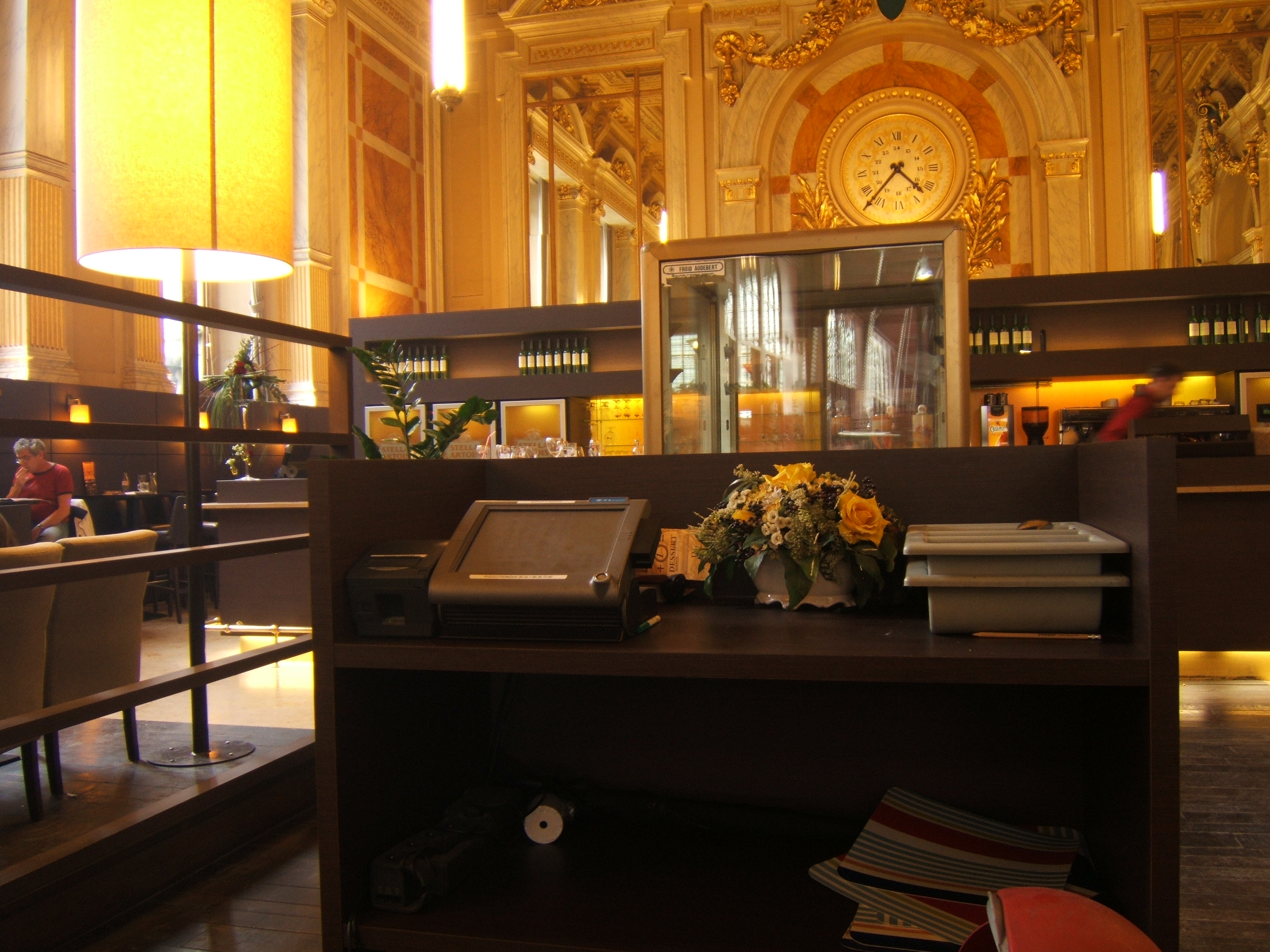
Bar in de grote bovenzaal
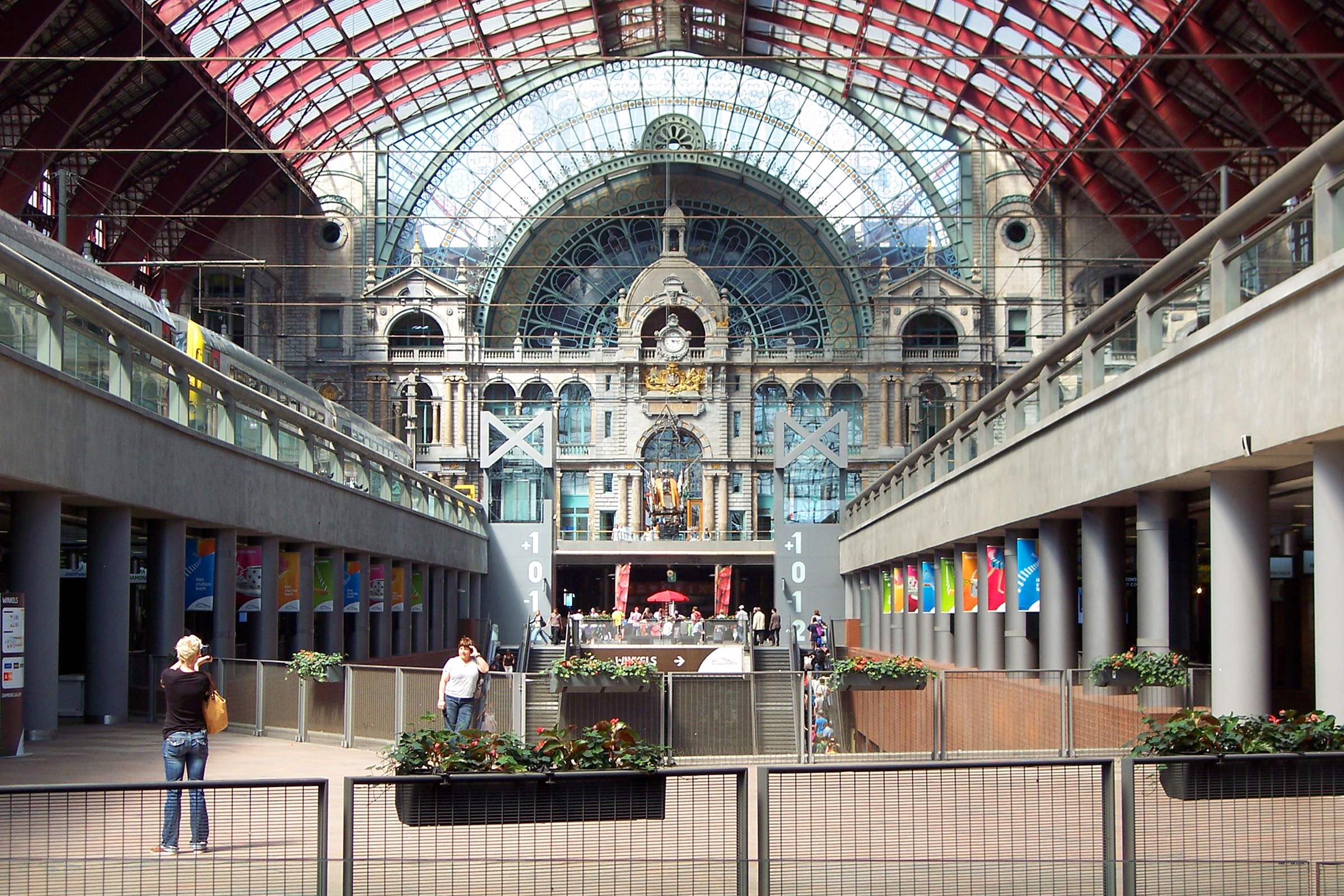
Binnengevel
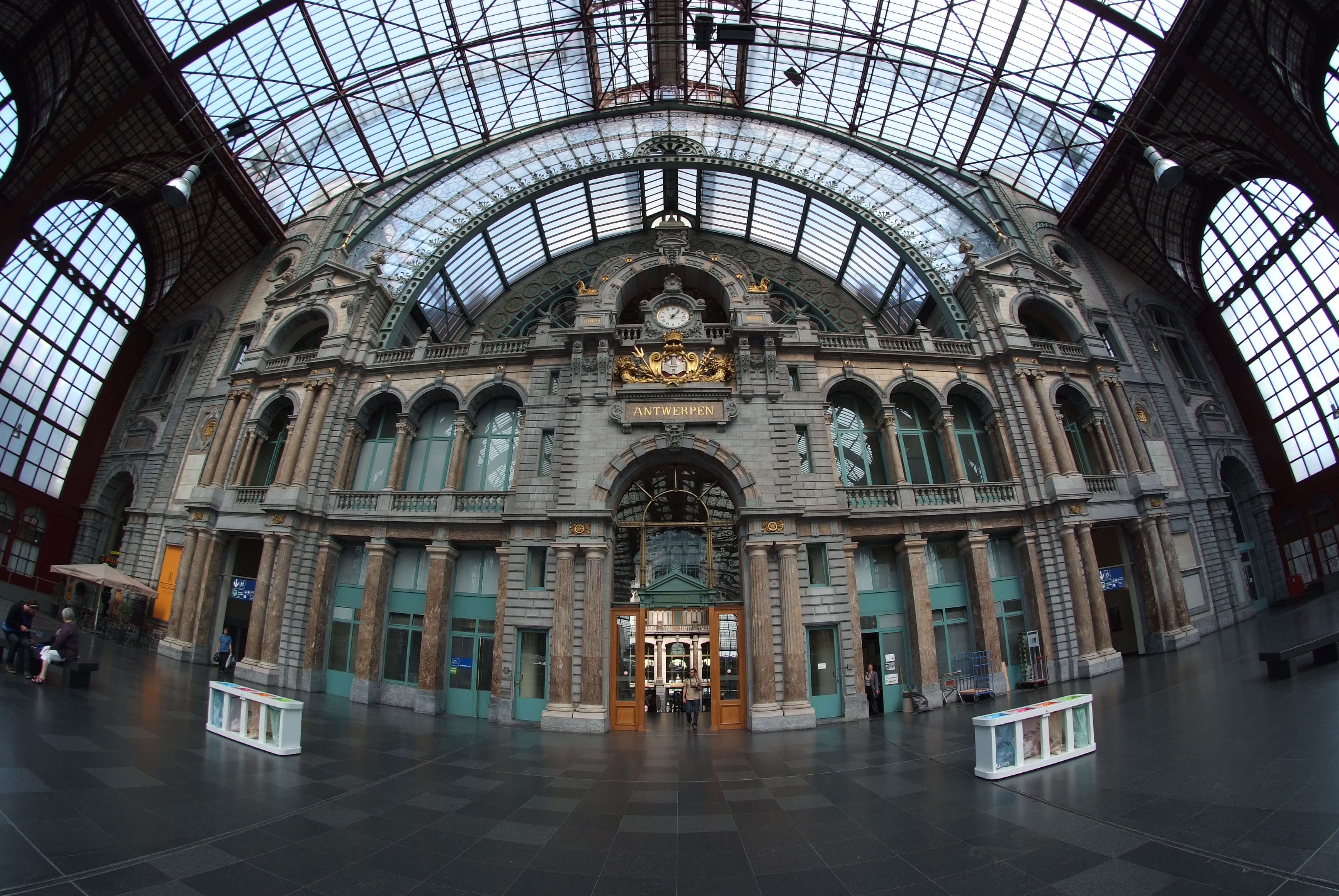
Binnengevel
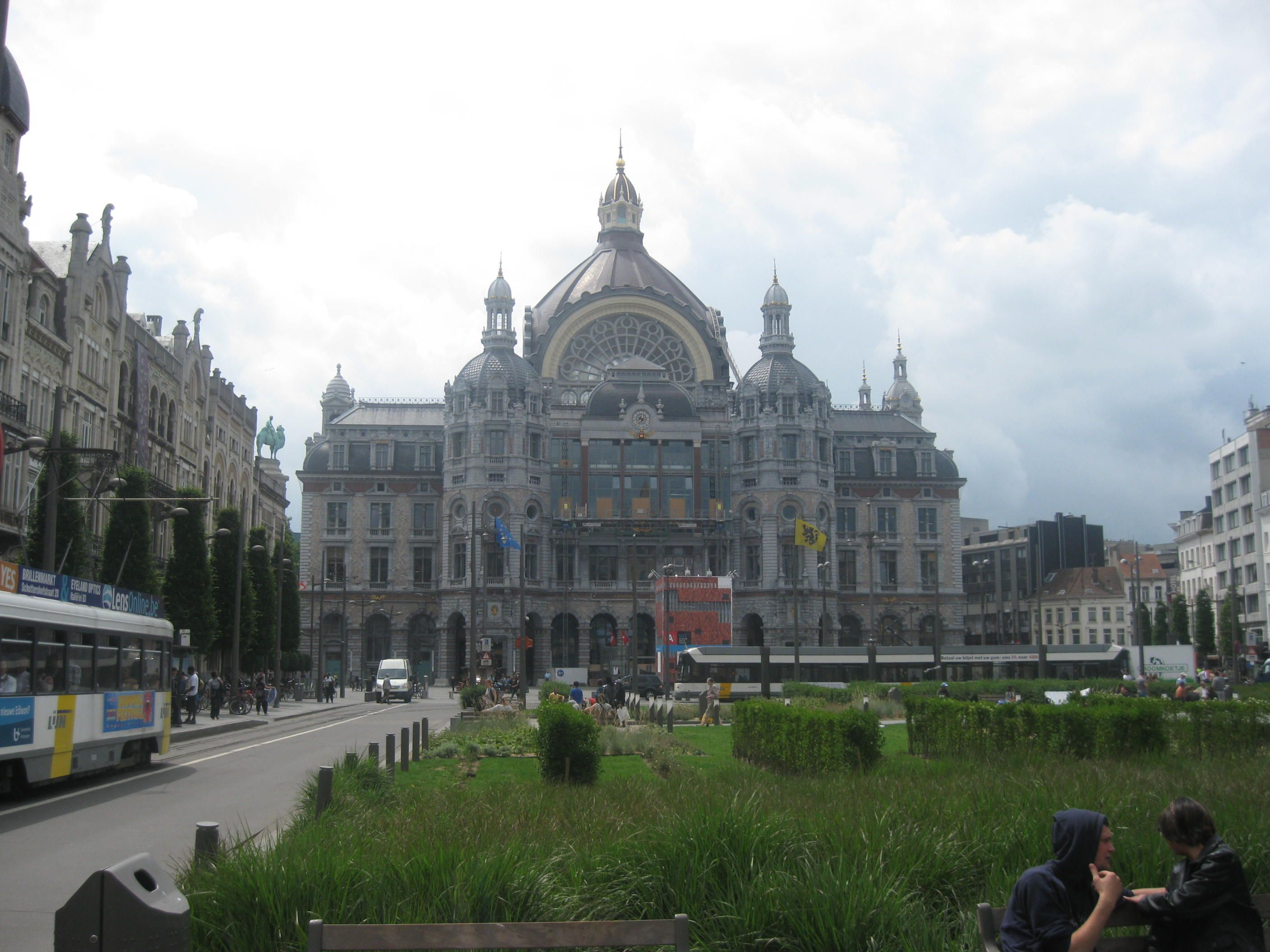
Vergezicht van het station
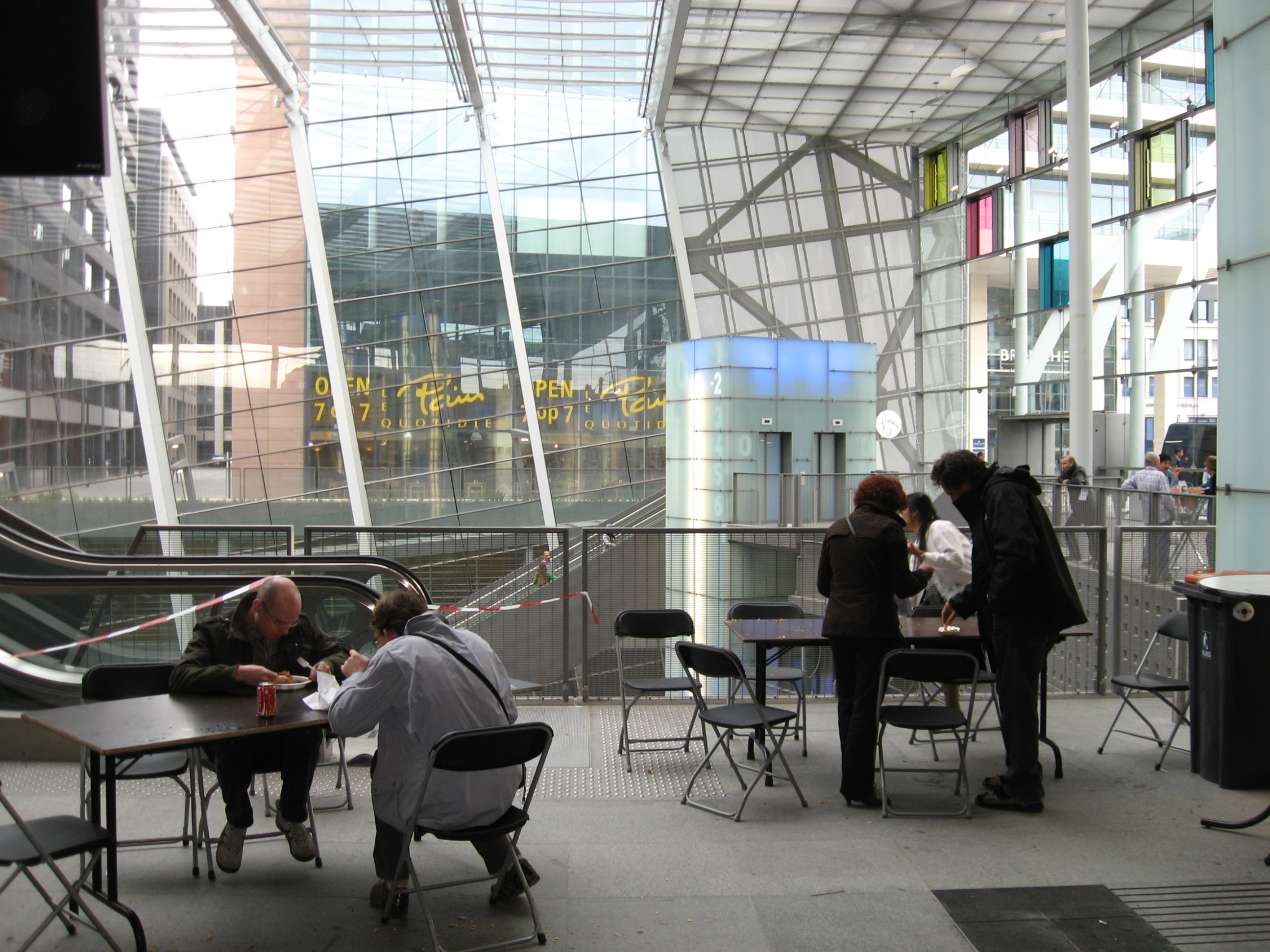
Buurtfeest bij de opening van de Kievitstraat-ingang
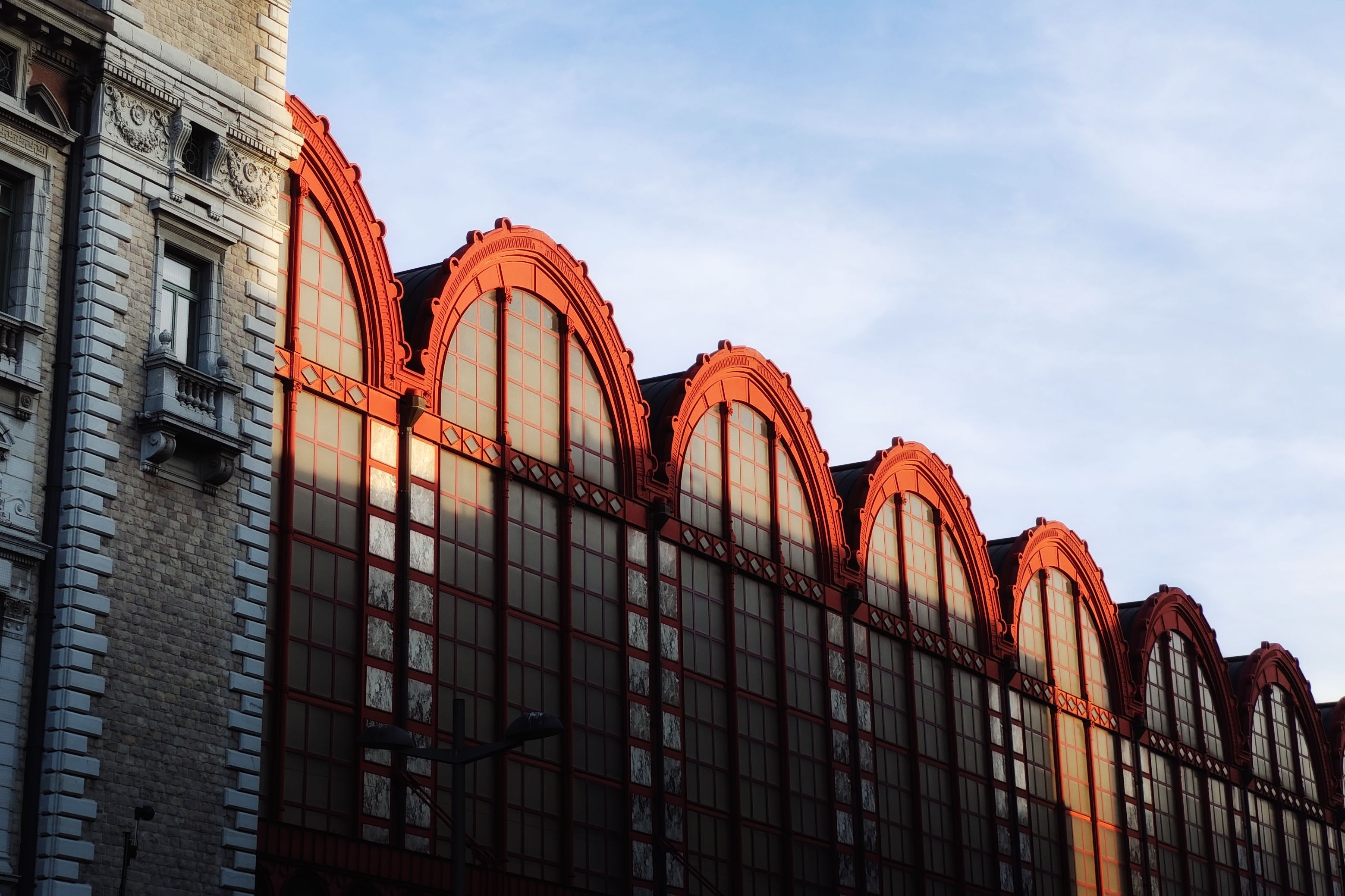
Buitenkant van de perronhal van station Antwerpen-Centraal
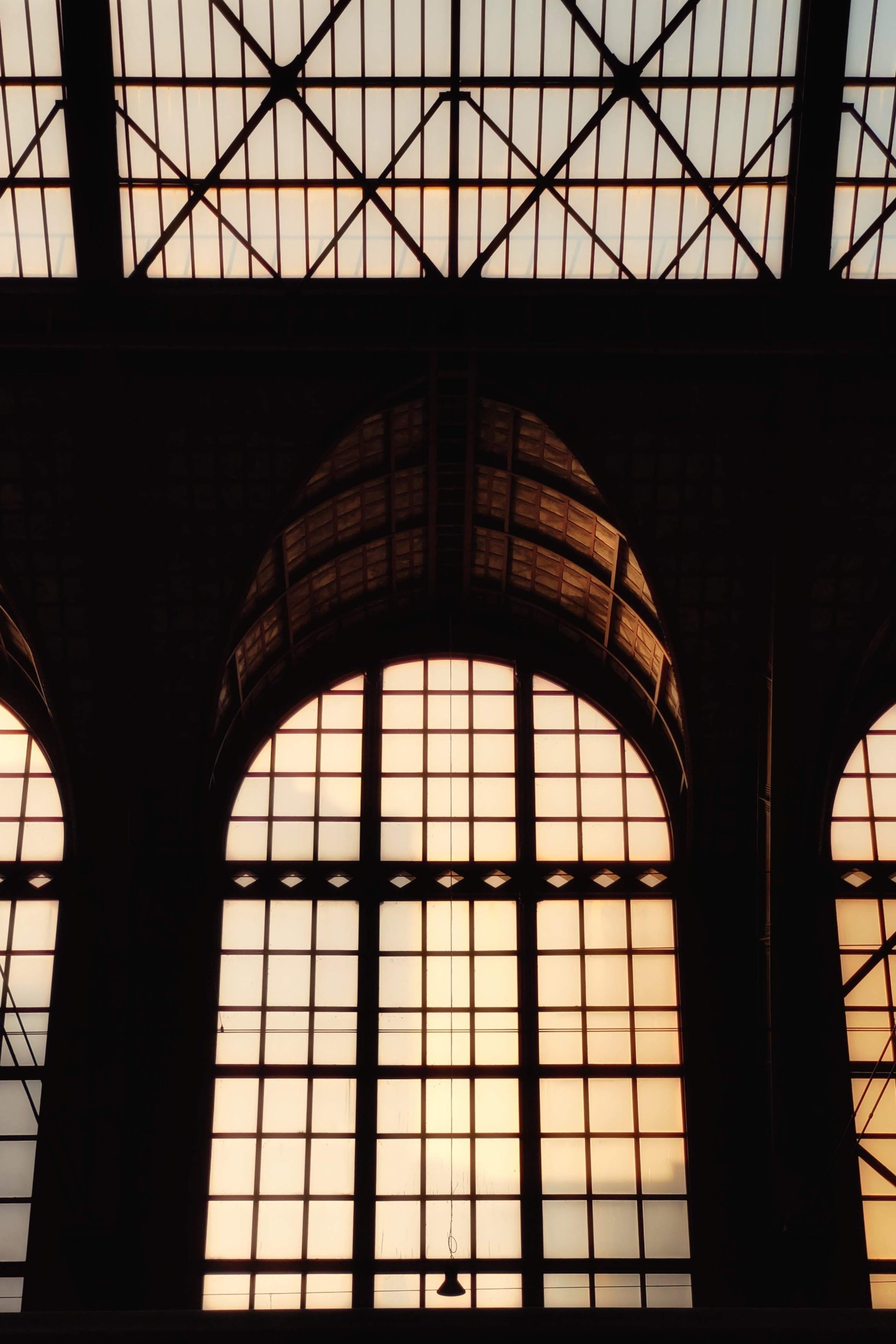
Venster in de perronhal van station Antwerpen-Centraal